# 王下七武海
- ONE PIECE
  - ONE PIECEの用語一覧 > 王下七武海
  - ONE PIECEの登場人物一覧 > 海賊 (ONE PIECE) > 王下七武海

王下七武海（おうかしちぶかい）は、漫画『ONE PIECE』に登場する架空の制度および、それに属する海賊たち。作中では「七武海」と略されることが多い。作中世界において、現在はこの制度は廃止されている。

## 概要
世界政府によって公認された7人の海賊たち。収穫の何割かを政府に納めることが義務づけられる代わりに、海賊および未開の地に対する海賊行為が特別に許されていた。海軍本部、四皇と並び称される「偉大なる航路（グランドライン）」三大勢力の一角だった。
七武海に加盟した海賊は、政府からの指名手配を取り下げられ、配下の海賊にも恩赦が与えられた。逆に七武海を脱退した海賊には、再度懸賞金がかけられた。
メンバーの選定に際しては、他の海賊への抑止力となりうる「強さ」と「知名度」が重要視された。その顔ぶれには世界レベルの大海賊が名を連ね、一般の海賊からは恐れられている。一方、海賊でありながら政府に与する立場であるため、「政府の狗」と揶揄されることもあった。
名目上は政府と協力関係にあったものの、実際には各メンバーは政府の監視の外で思うままに活動していることが多かった。海軍からの召集があっても全員が揃うことは滅多になく、たとえ揃った所で力を合わせることはまず考えられなかった。これは政府・海軍側でも周知事項のようで、互いに信頼関係はなく、藤虎やスモーカーのように制度そのものを危険視している者も政府内に少なからず存在した。ただし、緊急事態においても政府に非協力的な態度をとり続ける場合、政府側は協定決裂を理由に七武海の称号剥奪を行うことができた。
何らかの理由で欠員が生じた場合、政府によって新たに認められた海賊が後継者となる。メンバーの勧誘には「伝書バット」による文書などが用いられる。加盟には、政府からの勧誘を受けた者が加盟する場合（例：ハンコック、ジンベエ、バギー）と、七武海入りを望む者が政府に働きかけ加盟する場合（例：ドフラミンゴ、ティーチ、ロー）があった。
モデルは史実上の海賊の一種「私掠船（プライベーティア）」。作者によると七武海は最初の構想にはなく思いつきで登場させたのだが、これが20年以上に渡る長期連載の元凶と語っている。

### メンバーの入れ替わり
| 超新星編当初                  | ミホーク、クロコダイル、ドフラミンゴ、くま、モリア、ハンコック、ジンベエ |
| スリラーバーク編 〜頂上戦争編 | ミホーク、ドフラミンゴ、くま、モリア、ハンコック、ジンベエ、ティーチ     |
| 新世界編当初                  | ミホーク、ドフラミンゴ、くま、ハンコック、ロー、バギー、ウィーブル       |
| 制度撤廃時                    | ミホーク、くま、ハンコック、バギー、ウィーブル                           |

アラバスタ編でクロコダイルが称号を剥奪され、その後任としてマーシャル・D・ティーチが加入した。頂上戦争編では、ジンベエとティーチが自ら脱退し、モリアが除名される。この結果、「超新星編」終了時点では、3人の欠員が生じていた。
2年後の「新世界編」では、新たにトラファルガー・ロー、バギー、エドワード・ウィーブルが加入している。ドレスローザ編でドフラミンゴ、ローの称号が剥奪され、2人の欠員が出た。

### 撤廃
新世界編の世界会議で、七武海によって実害を受けたアラバスタとドレスローザの国王が王下七武海制度撤廃の議案を提出し、可決された。これによって七武海のメンバーはすべての権限と称号を剥奪され、懸賞金がかけられた一海賊に戻ることとなった。世界各国で制度撤廃を歓迎する声が上がる一方、「偉大なる航路」三大勢力の均衡が崩れることを心配する者も少なからずいる。藤虎は七武海に代わる新たな戦力として、七武海の幼少の姿を模した新兵器セラフィムおよび、彼らを擁する海軍特殊科学班「SSG」に期待を寄せている。

## 所属歴のある海賊

### ジュラキュール・ミホーク
声 - 青野武（24話 - 151話）→掛川裕彦（462話 - ）
演 - スティーヴン・ワード
元王下七武海→クロスギルド幹部。世界最強の剣士。異名は「鷹の目のミホーク」。懸賞金35億9000万ベリー。
41歳→43歳。誕生日は3月9日。身長198cm。うお座。血液型S型。好物は赤ワイン。嫌いな食べ物は鍋。趣味はのんびり農作業、ワイン収集。イメージ動物は鷹。
鷹の如く鋭い目つきの男。羽飾りのついた帽子や整った口ひげが特徴。常に冷静沈着で基本的に無表情。小型のボート「棺船」で海をさすらう一匹狼で、七武海の中でも特に気まぐれな性格。過去の一件から他人を信用しておらず、平穏を好んでいる。実力を認めた者には相応の敬意を持って応じるが、逆に明らかに実力差があれば全力を出そうとはせず、逐一顔を覚えようともしない。クライガナ島シッケアール王国跡地の古城を拠点としている。新世界編では、ミホークをモデルにしたセラフィム・S-ホークが開発されている。
十字架を模した長刀「夜」を背に帯びている。この刀は世界最強の黒刀であり、最上大業物12工の一振りである。世界最強の名にふさわしく、黒刀から放たれる「飛ぶ斬撃」で巨大なガレオン船や氷結した大津波をも両断したり、切っ先で銃弾を受け流すなど、剛柔共に桁外れの力を持つ。格下相手には黒刀ではなく首にかけている十字架の形をした小型ナイフを使うが、それでも並みの剣士では全く歯が立たない。海軍からは剣技はシャンクス以上と評価されている。
シャンクスとは過去にライバル関係にあり、その決闘の日々は今では伝説と語り継がれている。シャンクスが左腕を失ってからは戦う気を無くしている。海軍を恨むような過去と大きな裏切りに遭ったことがあり、かつては「海兵狩り」の異名をとっていた。
「偉大なる航路」に進出した首領・クリーク率いる50隻の海賊艦隊を「ヒマつぶし」に壊滅させた数週間後、「東の海」に撤退したクリークを追って海上レストラン「バラティエ」に現れ、そこでゾロと初めて対峙する。当初はゾロを「弱き者」と見なし、首に下げていた小刀のみでゾロの技をことごとく捌き圧倒する。だが、ゾロの死を恐れぬ心力を見たことで「強き者」と認め、剣士として敬意を示して黒刀を抜き、ゾロが繰り出した奥義「三・千・世・界」を一太刀で粉砕した。そして、敗北より死を選ぼうとしたゾロを切り伏せたが、とどめは刺さず、「己と世界を知り強くなれ」と激励し、再戦の誓いを立ててその場を去った。このとき、ゾロを庇うために果敢に立ち向かったルフィにも興味を持つようになり、ルフィに初めて懸賞金がかけられるとわざわざシャンクスに知らせに行った。マリージョアで行われたクロコダイルの称号剥奪後の会議には、議題に一味が関わっていたため参加した。
マリンフォード頂上戦争では、開戦早々遠距離から白ひげに先制攻撃を仕掛けるが、ジョズに阻まれる。その後エースの処刑台を目指すルフィと対峙し、ギア2の速度にも動じることなく圧倒するが、ビスタに足止めされたことで一旦手を引く。その際、ルフィのその場にいる者達を次々に味方につける様子を「この海における最も恐るべき力」と評した。ルフィが「覇王色の覇気」を発動させた姿を見ると再度追撃し、ルフィを庇ったMr.1を一太刀で切り伏せるが、今度はクロコダイルに阻まれる。頂上戦争の終盤にシャンクスが現れると、協定の範囲外を理由にマリンフォードを去った。
終戦後、拠点であるシッケアール王国跡地でくまに飛ばされたゾロと再会。敵である自分に剣を教わるために土下座してきたゾロを一度は見損ない軽蔑するが、ヒューマンドリル全員を倒した実力と、仲間のためにプライドを捨てて自分の野望を歪めた真意を認め、2年間剣術の稽古をつけた。その過程でゾロに「武装色の覇気」を会得させた。
修行を終えたゾロが旅立った後は、ヒューマンドリル達と農作業をしている。ワノ国編では、モリアの元へ向かおうとするペローナを見送る。その後、七武海制度撤廃により称号を剥奪され、海軍にクライガナ島を包囲される中、クロコダイルに勧誘され、彼と共に海兵狩りを事業とする会社「クロスギルド」を設立。世間でバギーの部下扱いになったことには立腹したが、平穏な暮らしを送るため、しばらくはバギーを形だけの社長に据えて矢面に立たせることにした。
アニメSP『3D2Y』ではインペルダウンから脱獄した海賊バーンディ・ワールドへの対抗策として召集され、勝手についてきたペローナと共に登場。しばらくは傍観していたが、ワールドが海軍に向けて放った能力で巨大化させた砲弾を一刀両断した。

### クロコダイル
声 - 大友龍三郎
演 - ジョー・マンガニエロ
元王下七武海。秘密犯罪会社「バロックワークス」社元社長→クロスギルド幹部。通称「サー・クロコダイル」。異名は「砂漠の王」。元懸賞金8100万ベリー→19億6500万ベリー。
「偉大なる航路」出身。44歳→46歳。誕生日は9月5日（「ク」ロ「コ」ダイル=9・5）。身長253cm。おとめ座。血液型S型。好きな食べ物はワニ肉・トマト。嫌いな食べ物はケチャップ。趣味はキノコ狩り。イメージ動物はワニ。
顔面を横断する傷跡とオールバックの髪型、分厚いロングコートが特徴の男。義手である左手の大型フックには、サソリの毒が染み込んだ鉤爪や短剣が仕込まれている。葉巻を愛飲。冷酷非道なエゴイストかつ実力主義者で、己以外の何者も信じず、自分に逆らったり役に立たないと判断した部下は即座に切り捨てる。海賊をビジネスと考え、周到に策略を巡らせ野望の成を図る謀略家でもあり、海軍からも知力と統率力を警戒されている。思い描く理想は「海賊王」。笑い声は「クハハハハ」。船の名は「バロックギュスターブ号」。
自然系悪魔の実「スナスナの実」の能力者。身体を砂に変化させられる「砂人間」。砂漠での戦闘を得意とし、砂嵐や流砂を起こしたり、砂の刃で斬撃を放つことができる。能力の真髄は「乾き」にあり、右の掌で触れることであらゆる水分を吸収できる。砂の特性により液体に触れると固形化してしまい、攻撃を受け流せなくなることが弱点。
若い頃から頭の切れる海賊として知られ、破竹の勢いでその名を轟かせ、20代前半で七武海に加盟した。また、ルーキー時代にイワンコフと何らかの因縁があり、弱みを握られている。七武海加盟後、白ひげに挑み惨敗を喫し一度は大人しくなったが、その野心をアラバスタ王国に向けるようになった。その後は表向き海賊を狩る政府の味方として振る舞うことで、政府の監視の目を掻い潜っていた。
6年前、「歴史の本文」を解読できるニコ・ロビンと協定を結び、秘密結社「バロックワークス」を密かに立ち上げる。「Mr.0」のコードネームで社員を操り、ダンスパウダーを使いアラバスタ国民の国王への反感を煽り、反乱軍の内乱を引き起こした。その目的は、アラバスタ王国の王となり、「歴史の本文」を解読して古代兵器「プルトン」を手に入れ、政府をも凌ぐ軍事国家を築くことであった。表向きはレインベース最大のカジノ「レインディナーズ」のオーナーを務め、七武海としてアラバスタを海賊の襲撃から何度も守っていた。国王コブラからも信頼され、民衆からは英雄として国王以上の熱狂的な支持を受けていた。
バロックワークスに潜入し計画を知ったビビを抹殺するため、Mr.5ペアとMr.3ペアを差し向けるも麦わらの一味に阻まれる。アラバスタ編で、オフィサーエージェントを召集してアラバスタ乗っ取りの最終作戦「ユートピア」を発動し、国王軍と反乱軍の全面衝突を誘発させる。レインディナーズに乗り込んできたルフィたちを牢に閉じ込め始末しようとしたが、サンジの介入で逃げられてしまう。アルバーナへ向かおうとする一味を襲撃し、一人残ったルフィと対峙。最初の戦闘では、手も足も出させないままフックで串刺しにして、生き埋めにした。その後、アルバーナ宮殿に現れて直接ビビを殺そうとしたが、復活を果たしたルフィに阻まれる。2度目の対決では水が弱点であることを見抜かれるも、逆にその水分を絞り取ることでルフィを干上がらせた。その後、地下聖殿に向かいロビンからプルトンの在り処を聞き出そうとしたが、「歴史の本文」にプルトンの情報が記されていないと打ち明けられたことでロビンを見限る。さらに再度起死回生を果たしたルフィと三度目の対峙をし、戦闘で流した血を水代わりとするルフィの執念を認め、毒の鉤爪などを使いあと一歩まで追い詰めたが、ルフィ渾身の「ゴムゴムの暴風雨」により岩盤を突き破り地上に打ち上げられ敗北し、計画は失敗に終わった。
バロックワークスでの悪事が全て露見したことで七武海の称号を剥奪され、海軍に逮捕される。助けに来たミス・ゴールデンウィークたちから脱獄を誘われるが、「気分が乗らない」という理由で拒否。大監獄インペルダウンへ送られ、LEVEL6に収監される。
マリンフォード頂上戦争が起こることを知ると、白ひげの首を取るため、LEVEL6に侵入してきたルフィらに共闘を持ちかける。イワンコフの監視の上で協力することを条件に牢から解放され、脱獄に成功する。マリンフォードに到着するやいなや白ひげの首を狙うが、ルフィに阻止される。その後は白ひげ海賊団と交戦していたが、海軍の謀略によりスクアードに刺された白ひげの姿に「そんな弱い男に負けたつもりはない」と激昂し、攻撃対象を卑劣な手段で白ひげを負傷させた海軍に変え、エースの処刑阻止に加勢し、ドフラミンゴやミホークと交戦する。白ひげの戦死後、ルフィを守る白ひげ海賊団に「守りてぇもんはしっかり守りやがれ」と檄を飛ばしながらルフィの戦場離脱も援護し、ルフィを狙う赤犬を足止めした。終戦後、ダズ（Mr.1）と共に新世界への再進出を決意する。
新世界編では、ホールケーキアイランド編後に、ルフィの活躍を取り上げた新聞を読んでいる姿が描かれている。七武海制度撤廃後、ミホークを勧誘して海兵狩りを事業とする新会社「クロスギルド」を設立。その資金の足しにするため、カライ・バリ島で海軍に包囲されたバギーを救援し、借金返済の代わりに彼を事業に迎え入れる。世間にはバギーが社長で自分がその部下と認識されてしまうが、ミホークの意見を受けてしばらくはバギーを形だけの社長に据えることにする。
劇場版『STAMPEDE』では、過去に因縁のあるダグラス・バレットが所有するラフテルへの「永久指針」を奪うため、海賊万博に潜入。ブエナ・フェスタのアジト内で、ローに接触し共闘を持ち掛ける。ルフィやローのバレット討伐に加勢する中で、「永久指針」を狙うもゾロに阻止され、さらに勝利後、目の前でルフィに破壊され入手に失敗した。
技一覧
砂漠の宝刀（デザート・スパーダ）
砂に変えた腕を高速で振るうことで切れ味鋭い刃にし、相手に斬撃を放つ。石を容易く切り裂き、砂漠を割るほどの威力を持つ。
砂漠の金剛宝刀（デザート・ラスパーダ）
腕から砂の四刃を繰り出し、斬撃を放つ。
砂漠の大剣（デザート・グランデ・エスパーダ）
巨大な砂の刃で相手を切り裂く。マリンフォード編の赤犬戦で使用。
砂漠の向日葵（デザート・ジラソーレ）
砂漠の地下水脈を探って刺激し、流砂を作り出して相手を生き埋めにする。
三日月形砂丘（バルハン）
腕から三日月型の砂の塊を繰り出し、触れた部位の水分を吸い取って相手を干からびさせる。
砂嵐（サーブルス）
掌から砂嵐を発生させる。旋風が大きくなるとクロコダイル自身にも操作は不可能。
砂嵐「重（ペサード）」　
「砂嵐」を圧縮して放ち、衝撃波で広範囲を押し潰す。
干割（グラウンド・セッコ）
掌で地面の水分を吸い取り、地割れを起こす。
浸食輪廻（グラウンド・デス）
地面を通して水分を吸い取り、地面も含め触れているもの全てを砂に還す。

### ドンキホーテ・ドフラミンゴ
声 - 田中秀幸、半場友恵（幼少期）
元王下七武海。ドンキホーテ海賊団（ファミリー）船長。ドレスローザ元国王。元天竜人。異名は「天夜叉」。元懸賞金3億4000万ベリー。
聖地マリージョア出身。39歳→41歳。誕生日は10月23日。身長305cm。てんびん座。血液型X型。好きな食べ物はロブスター。嫌いな食べ物はバーベキュー（嫌な思い出があるから）。
金髪にサングラス、フラミンゴのようなピンク色の羽毛のコートという派手な出で立ちをした男。常に不敵な笑みを浮かべている。「七武海で最も危険な男」「悪のカリスマ」と称される残忍・狡猾な性格。「力が全て」「勝者だけが正義」「弱い奴は死に方も選べない」という考えを持ち、本物の海賊しか生き残れない「新時代」を提唱している。裏社会では新世界で最も強い影響力を持つ闇の仲買人（ブローカー）「ジョーカー」として知られる。また、元天竜人であることから聖地マリージョアの内部にある重大な国宝の存在を知っているため、他の天竜人からも恐れられており、世界政府の機関であるCP-0を独断で動かすなど、その権力は王下七武海の立場以上のものがある。出生や過去の経緯から他人に見下されることを最も嫌い、自分のシンボルを汚した者や裏切り者には一切容赦しない。一方で、幹部以上のメンバーのことは「家族」として大切に想っているため、直近の部下からは死をも厭わない絶対の忠誠心を抱かれている。海軍のつるにはかつて執拗に追い回されていたことから苦手意識を持っており、彼女からは子供扱いされている。部下からは「若」もしくは「若様」、最高幹部からは「ドフィ」、ルフィからは「ミンゴ」と呼ばれている。笑い声は「フフフフフ」。
超人系悪魔の実「イトイトの実」の能力者。体から糸を生み出すことができる「糸人間」。相手を拘束・操作したり物質を切断したりするほか、「雲に糸をかけることで空中を移動する」「糸をより合わせて自身に近い性能を持つ分身を作る」「糸で内臓の修復作業を行う」など、様々な応用も可能。さらに能力は「覚醒」の段階まで踏み込んでおり、周囲の物質を糸に変えることもできる。肉体は頑強で、足技を得意とするなど基礎身体能力も高い。「覇王色の覇気」「武装色の覇気」の使い手。
天竜人「ドンキホーテ一族」の末裔で、幼い頃は他の天竜人と同様の喋り方をしていた。33年前、父・ホーミング聖の意向で天竜人の地位を捨て、家族と共に地上へ移住する。しかし移住先の住民に天竜人であることを知られ、天竜人を恨む住民達から地獄のような拷問・迫害を受け家族共々追われる身となり、逃亡生活の最中、劣悪な環境に耐えられず母が病死する。地上へ移住してから2年後、ヴェルゴの紹介で「王の資質」を見出したトレーボルから復讐する「力」としてイトイトの実と拳銃を与えられ、怒りのまま全ての元凶となった父を殺害する。その首をマリージョアに持ち帰るも、帰還を拒否される。以来、天竜人が牛耳る世界の全てを破壊することを誓う。マリージョアで殺されかけて帰還した際、トレーボルら後の最高幹部4人によって王として掲げられ、行動を共にするようになる。17年前、消息を絶っていた弟・ロシナンテをファミリーに加え、2代目「コラソン」の地位を与えた。16年前、自分と似た考えを持っていたローをファミリーに迎え入れ、自分の右腕にするべく鍛え上げた。しかし、13年前に海軍に潜入させたヴェルゴからの報告でコラソンが海軍のスパイであったことを知り、自らの手で弟を射殺した。この一件で、ローがファミリーから離反することになった。
10年前、天竜人の貢ぎ金「天上金」の輸送船を襲い、政府を脅し七武海に加盟する。同時期に、ドレスローザのリク王に悪謀を仕掛けて国民からの信頼を失墜させ、リク王に代わりドレスローザの王位に就く。即位後、富を与えることでドレスローザ国民の支持を獲得し、裏ではトンタッタ族とシュガーの能力でオモチャにした者たちを奴隷として地下で働かせ、長年ドレスローザを支配していた。
クロコダイルの称号剥奪後の会議で初登場。その後ジャヤに現れ、ルフィに敗れたベラミーに、サーキースを操って制裁を加えた。
シャボンディ諸島編では、白ひげ海賊団と海軍の全面戦争に備えた強制召集に新時代の到来を予見した。同時期にSMILEの取引を始め、救援を求めたディスコを見捨て、「人間屋」経営から手を引いた。マリンフォード頂上戦争では、リトルオーズJr.の足を切断し、13番隊隊長アトモスを操り、同士討ちさせる。また、クロコダイルとジョズの戦闘に割って入り、クロコダイルに同盟を持ちかけたが拒否され、一戦交えた。終戦後、政府上層部から命令を受け、数体のパシフィスタを引き連れてモリアを襲撃するが、モリアが突如姿を消したために止めを刺し損ねる。命令者からは暗殺失敗を咎められたが、「政府との取引に面白味がなくなれば、いつでも七武海を脱退する」と全く意に介さなかった。
パンクハザード編では、シーザーたちを援護するためベビー5とバッファローを向かわせ、自らもパンクハザードに向かう。その道中、ローから、シーザーの引き渡しと引き換えに七武海脱退を要求される。パンクハザードに上陸すると、スモーカーとG-5の海兵を口封じに始末しようとするが、突如現れたクザンに阻止される。
ドレスローザ編では、七武海脱退とドレスローザの王位放棄の虚偽報道を流し、ローたちを欺く。グリーンビットに現れて海軍大将藤虎と共にローを追い詰めて瀕死に追いやり、王宮へ連れ去る。ウソップの活躍により、シュガーによるオモチャの支配が崩壊すると「鳥カゴ」を発動させてドレスローザを包囲し、国内にいる全ての者を閉じ込める。そして、ルフィやリク王など敵対する12人に懸賞金をかけ、自分か賞金首の命をかけたサバイバルゲームを仕掛ける。その後、再び王宮まで辿り着いたルフィ・ローと対峙。ベラミーを操ってルフィに差し向け、ローの右腕を切断してトレーボルと共に追い詰めるも、ローの奇策により反撃され、ベラミーを退けたルフィと相対する。ルフィの新たな力「ギア4『バウンドマン』」で大ダメージを負うが、それでも倒れず、「鳥カゴ」の収縮を加速させる。ルフィ復活の時間稼ぎと自身のケジメのために対峙したヴィオラを軽くあしらい、駆けつけたレベッカを操りヴィオラを斬らせようとするも、復活を果たしたルフィによって阻まれる。熾烈極まる激闘の末、覚醒した能力であと一歩までルフィを追い詰めたが、再び発動した「ギア4」の一撃により、ドレスローザの地下まで叩き落とされ敗北。ファミリー共々、海軍に拘束された。インペルダウンへの護送中、つると今後の海賊の世界について語り合い、自身の手綱が離れたことで海賊の歴史上最大の「覇権争い」が起きると宣言した。その後、インペルダウンLEVEL6に収監された。
作者によれば、ドフラミンゴの特徴的なサングラスは、『仮面ライダースーパー1』の目の形に影響を受けている。初期構想ではカイドウの仲間としてワノ国で戦う予定であり、「ジョーカー」というトランプにちなんだ異名はその名残である。
技一覧
五色糸（ゴシキート）
指先から切れ味の鋭い5本の糸を出し、相手を切り刻む。アニメでは名称の通り赤・黄・緑・青・紫の5色に分けられていた。
超過鞭糸（オーバーヒート）
手の平から出した糸を束ね、太い鞭のようにして操る。グリーンビット付近の海上からドレスローザまで届くリーチと、レンガ造りの塔を真っ二つにしてしまうほどの威力を誇る。アニメでは名前の通り高熱を帯びている。
寄生糸（パラサイト）
糸で他者の体の自由を奪い、マリオネットの如く自在に操る。ただし、操っていた人間が意識を失った場合は操ることができない。また、ルフィは「ギア4」を発動して体を膨張させることで糸を引きちぎった。
弾糸（タマイト）
指先から弾丸状の糸を飛ばす。
影騎糸（ブラックナイト）
糸によって作られたドフラミンゴの分身体。戦闘力そのものは本体と比べると劣るらしく、ルフィと戦った際には比較的簡単に倒された。「糸人形」や「糸ジョーカー」とも呼ばれている。なお、ファミリーの幹部達はこの技を知らなかった模様。
降無頼糸（フルブライト）
5本の糸を一気に振りかざし、相手に突き刺す。
足剃糸（アスリイト）
足先に複数の糸を出し、相手を蹴りつけると同時に切り裂く。
鳥カゴ
上空から硬く刃物のように切れる無数の糸の檻で周囲を覆う。この糸は「鳥カゴ」外の電伝虫への通信も遮断するが、「鳥カゴ」内での通信は可能。能力者本人がいる位置を中心に約1時間かけて傘を閉じるように収縮させることも可能で、収縮速度を速めることもできる。能力者本人が解除するか意識を失わない限り、消滅することはない。ただし、この糸は悪魔の実の能力で作り出しているため、海楼石は切断できない上にバルトロメオのバリアや「武装色の覇気」で纏った武器で押し返すことで、収縮速度はわずかではあるが減速する。また、バラバラの実の能力者のバギーは、「鳥カゴ」を通過することができる。
蜘蛛の巣がき
蜘蛛の巣状に硬度の高い糸を展開し自身への攻撃を防ぐ。
糸ノコ
足に糸を張り、相手の体を切断する。この技でローの右腕を切断した。
覚醒
建物や地面など周囲の物に影響を与え、糸にすることができる。
荒浪白糸（ブレイクホワイト）
広範囲に広げた糸を束ね繭のようにし、相手を包み込むように圧殺する。
盾白糸（オフホワイト）
地面から2つの「荒浪白糸」を出し、相手の攻撃を防ぐ。
大波白糸（ビローホワイト）
街の建物を糸にして大量の「荒浪白糸」による触手にし、先端に「武装色の覇気」を纏わせ相手を突き刺す。
海原白波（エバーホワイト）
町・地面一帯を全て糸にして、相手を捕えるように襲いかかる。
羽撃糸（フラップスレッド）
「海原白波」によって作り出した大量の糸を束ね、先端に「武装色の覇気」を纏わせた千本の矢にし、翼を広げるように一斉に相手を突き刺す。
神誅殺（ゴッドスレッド）
「羽撃糸」によって作り出した糸の矢をさらに束ねて先端に「武装色の覇気」を纏わせ、「聖なる凶弾」と称する16本の強靭な糸を相手に突き刺す。

### バーソロミュー・くま
声 - 堀秀行、岡本信彦（幼少･若年期）
元王下七武海。元革命軍幹部。元ソルベ王国国王。ジュエリー・ボニーの養父。バッカニア族。異名は「暴君」。元懸賞金2億9600万ベリー。
「南の海」ソルベ王国出身。45歳→47歳。誕生日は2月9日。身長689cm。みずがめ座。血液型X型。好物ははちみつ、サーモン。嫌いな食べ物はロブスター。趣味は旅行、空想、手紙を書く事。イメージ動物はくま。
熊の耳のような髪型の上から帽子を被り、常に聖書を携えている巨漢。感情を表に出すことは殆どなく、眼鏡をかけているため表情を窺うことも難しい。世間の多くには悪虐で民を苦しめた男として知られているが、実際には他者のためなら自己犠牲も厭わない心優しい性格で、くまをよく知る革命軍やソルベ王国の民からは厚く慕われていた。「的を射ている」が口癖。世界政府を嫌っているが、七武海の中では唯一政府に従順な存在として重宝されている。一方で、政府の指令を無視し、独断で行動することもある。ルフィに関しては、シャボンディ諸島で天竜人を殴り飛ばした事件を目撃して以来、バッカニア族に伝わる伝説の戦士「ニカ」と重ね、「いつか世界を救う男」と見込んでいる。ドラゴンとルフィの血縁関係については、頂上戦争で世界に公表される1年前に知った。新世界編では、くまをモデルにしたセラフィム・S-ベアが開発されている。
超人系悪魔の実「ニキュニキュの実」の能力者。掌に付いている肉球であらゆるものを弾き飛ばすことができる「肉球人間」。相手の攻撃や、「大気」「体のダメージ」「疲労」といった実体がないものも弾き飛ばし、自身を弾き飛ばす事で瞬間移動も可能とする。また、相手にダメージを与える事なく特定の場所へ飛ばす事ができ、戦桃丸によると「くまの肉球で弾き飛ばされた者は3日3晩空を飛ぶ」という。普段は手袋をして能力を封じている。また、政府によって人間兵器「パシフィスタ」に改造されており、鉄の硬度をはるかに超える堅牢なボディを持ち、口からは黄猿の能力を再現した鉄をも溶かす高熱のレーザーを発射できる。
4歳の時にバッカニア族の血を引いていることが政府に知られ、一家全員で天竜人の奴隷となり、母と父クラップを相次いで失う。38年前、「人間狩り」が行われるゴッドバレーで脱走し、そこでイワンコフやジニーと出会う。2人から島からの脱出を持ち掛けられ、後に「ゴッドバレー事件」と呼ばれる騒動の混乱に乗じて「人間狩り」の賞品である「ニキュニキュの実」を食べ、500人以上を島から逃がすことに成功する。それからはジニーと2人でソルベ王国に戻り、牧師として住民たちの病や怪我を能力で癒していた。また、同時期にジニーからプロポーズされるも自身の出自が彼女を苦しめると考え断った。22年前、王国南部を切り捨てようとしたベコリに反逆を起こし、牢獄に収監されてしまう。しかし国に現れた「自勇軍」に解放され、ジニーと共に彼らの元に加わり、ドラゴン・イワンコフと並び「革命軍」の三本柱となる。
14年前、ジニーが天竜人の妻として攫われてしまい、その2年後にジニーからの連絡が入ってソルベ王国に帰って来たことを突き止めるも、「青玉鱗」でジニーは亡くなってしまう。ジニーが命懸けで守った娘のボニーを周囲の助けを得ながら育てていくが、ボニーが母と同じく「青玉鱗」に罹って10歳まで生きることができないことが判明する。数年後、ベコリ王が王国南部に火を放つと、怒れるくまはたった一人で反逆してベコリ王を追放することに成功し（「一人革命」）、国民の支持を受けベコリに代わって王位に就く。ベコリからは国に火を放った「暴君」であると嘘の汚名を流され、海軍を引き連れて国に戻って来たベコリ達を沈めたが、海に逃げたことで海賊として指名手配されてしまう。各地を訪ねてボニーの治療方法を探し求める中、海軍科学班第8研究所に住むDr.ベガパンクと出会う。バッカニア族としての自身の筋力と潜在能力に惚れ込んだベガパンクから「血液の提供」と「クローン兵開発」の許可を求められ同意するが、これが五老星サターン聖の耳に入り、追加条件としてエースに討たれたハナフダに代わる「王下七武海」への加入、身体改造、最終的に一切の思考と自我を捨てることの3つを要求される。だが娘の病気が治せるならと、提示された条件のほとんどを快く受け入れ、政府の言いなりに動くことを誓った。それから改造が完了するまでの2年間はボニーと暮らす最後の日々を過ごし、航海で会えない間は手紙を送った。
クロコダイルの称号剥奪後の会議で初登場。
スリラーバーク編では、モリアに黒ひげの七武海加入を報告するためスリラーバークを訪問し、麦わらの一味に敗れることがないよう釘を刺した。その後モリアが敗れると、隠蔽工作として政府上層部から「島に残る者全員の抹殺」を命じられ、圧倒的な力で既に満身創痍の一味らを壊滅状態に追い込む。ただ一人立ち上がったゾロの命懸けの懇願により、彼がルフィの抱える壮絶な疲労と痛みの「身代わり」となる事を条件に、とどめは刺さずに帰還した。シャボンディ諸島編では、黄猿らに追い詰められていた麦わらの一味を逃がすため、全員を世界各地に弾き飛ばした。その後、レイリーを訪ね自分の状況とルフィを飛ばした方角を伝えた。
麦わらの一味を弾き飛ばしてから数日の間に、Dr.ベガパンクから受けた改造手術が完了し、人格のない完全な人間兵器「PX-0」と化す。マリンフォード頂上戦争では、リトルオーズJr.に致命傷を負わせた。ルフィ達の前にも立ちはだかり、同胞であるイワンコフの言葉も聞き入れず一戦交えた。終戦後、人格を失う前にベガパンクに頼んでプログラムしてもらっていた「サウザンドサニー号の死守」の任務に就き、満身創痍になりながらも海軍・海賊からサニー号を無傷の状態で守り通し、2年後の新世界編でフランキーがサニー号に到着すると去っていった。
その後はマリージョアで「無敵奴隷」として天竜人の間でレンタルされていたが、世界会議に乗じて潜入したサボや軍隊長達によって奪還される。エッグヘッド編では、自我を失い完全停止スイッチを押された状態でありながらも、ボニーの危機を察知してか、突如カマバッカ王国を飛び出す。「赤い港」から「赤い土の大陸」を登ってマリ―ジョアに到達し、兵士たちの抵抗やサカズキからの迎撃を振り切ってエッグヘッドへ移動。ボニーを殺害しようとするサターン聖に渾身の一撃を加え、悲願であるボニーとの再会を果たした。その後、駆け付けた巨兵海賊団に救助され、ボニー達と共にエッグヘッドを出航した。
『ONE PIECE magazine Vol.2 「Real 海賊百科」』では、実在した海賊であるバーソロミュー・ロバーツとの関連が示唆されている。
技一覧
圧力砲（パッドほう）
空気を光速で弾き、衝撃波を放つ。放たれた衝撃波は、軌道上にある全てのものにダメージを与えながら肉球型に貫通していく。
つっぱり圧力砲（つっぱりパッドほう）
四股を踏んで「圧力砲」を連射する。
熊の衝撃（ウルススショック）
巨大な空気の塊を手の平サイズに圧縮し、それを解放することで巨大な衝撃波を起こす。その規模はスリラーバーク全域に及び、威力は古代巨人族のリトルオーズJr.に致命傷を与えるほどである。

### ゲッコー・モリア
声 - 宝亀克寿
元王下七武海。スリラーバーク海賊団船長。「魔の三角地帯」を拠点とする世界最大の海賊船「スリラーバーク」の主。懸賞金3億2000万ベリー。
「西の海」出身。48歳→50歳。誕生日は9月6日。身長692cm。おとめ座。血液型X型。好物はキャビアのマリネ。
長い首に尖った耳など悪魔のような容姿をした、異様な体型の大男。ゴシック調の衣装に身を包んでいる。プライドが高く、好戦的にして冷酷な性格。その凶悪さから他の海賊や多くの部下から畏怖される存在だが、ホグバックやペローナなどの側近からは深い信頼を寄せられており、直接アブサロムの救援に向かう部下想いな一面もある。本人曰く「昔は自力の過信と野心に満ちていた」という。現在は過去の体験から「他力本願」をモットーとしており、他人の力で海賊王になることを目指している。七武海の地位については、「ザコ海賊抑制の為この座にについてやってる」とそれなりのこだわりを持っている様子。好きな言葉は「お前がやれ」。笑い声は「キシシシシ」。武器は影切り用の巨大なハサミで、分解して二刀流になることもできる。
超人系悪魔の実「カゲカゲの実」の能力者。影を支配し、自在に操ることができる。自らの影を実体化させて攻撃したり、他人の影を奪い取ることができるなど多彩な攻撃手段を持つ。奪い取った影を死体に入れることで、本体の戦闘力を引き継いだ「ゾンビ」を生み出すことができる。さらに他人の影を自身に取り込み、体への負荷や時間制限はあるが、影の持ち主の戦闘能力を自身に付加することもできる。
「ゲッコー海賊団」を率いていた23年前、ワノ国鈴後でカイドウ率いる百獣海賊団と激突するが、敗北を喫した。また、同時期に侍リューマの遺体と名刀「秋水」を盗んだ。新世界の航海で「大きく名を馳せた有能な部下」を全て失ったことから、すでに死んでいていくらでも替えが利くゾンビの部下を求めるようになる。12年前、天才外科医ドクトル・ホグバックを部下に迎え入れる。以後、霧の海「魔の三角地帯」を拠点に、スリラーバークに迷い込んだ者から影を奪い取り、各地から集めた優れた遺体に影を入れた死者の軍団を形成していく。
「魔の三角地帯」に入り込んだサウザンドサニー号をスリラーバークに取り込み、麦わらの一味に「夜討ち」を仕掛ける。奪い取ったルフィの影を使い、特別ゾンビ・オーズを復活させると、一味に差し向ける。一時は圧倒的な力で一味を壊滅寸前まで追い込むが、100体の影を使用した「ナイトメア・ルフィ」にオーズを撃破される。「影の集合地」で1000体の影を取り込んで自ら一味に襲い掛かるも、影を取り込みすぎたことによる暴走に加え、捨て身のルフィの一撃を受けて自滅した。その敗北は、世界政府によって隠蔽された。
マリンフォード頂上戦争ではリトルオーズJr.を仕留め、戦争で倒れた者たちを利用して次々とゾンビ兵を作り出す。ルフィの前にも立ち塞がりゾンビ兵を差し向けたが、ジンベエにより阻まれた。終戦後、政府上層部の抹殺命令を受けたドフラミンゴとパシフィスタに襲撃されるが、止めを刺される寸前に突如姿をくらます。世間では頂上戦争で戦死したという虚偽の報道がなされ、七武海から除名された。
新世界編のワノ国編では、連絡が途絶えたアブサロムを救出するため、黒ひげ海賊団の拠点である海賊島「ハチノス」を襲撃する。港を壊滅させ島の中心部まで進撃するが、黒ひげからの勧誘を拒否したことで、ハチノスの牢屋に投獄される。その後、ガープ率いる海軍の襲撃に乗じて逃走する。
技一覧
影法師（ドッペルマン）
実体化したモリア自身の影。本体を離れ、自在に戦闘を行わせることができる。質量はあるが、形状変化が自在で、どんな攻撃も通じない。モリア本体と「影法師」の居場所は自由に逆転でき、双方のいる場所へ瞬間移動が可能。攻撃される直前に「影法師」と入れ替われば攻撃を受け流し、超人系でありながら自然系並みの回避能力を実現できる。
欠片蝙蝠（ブリックバット）
「影法師」が多数のコウモリに変化し、相手に噛みつく。
影箱（ブラックボックス）
「影法師」が箱状に変形し、相手を閉じ込める。
影革命（カゲかくめい）
「影法師」が対象の影に潜り込み、「実体と影は必ず同じ形状を取る」という原理により、影の形状を変えることで実体の形状をも変形させる。
角刀影（つのトカゲ）
「影法師」を巨大な槍状に変化させ、相手を串刺しにする。先端がトカゲの形になっている。
影の集合地（シャドーズ・アスガルド）
紐状にした自身の影を四方八方に伸ばし、全てのゾンビから影を抜いて取り込み、パワーアップ（ナイトメア化）を行う。使用時にはモリアの支配下にある1000体の影を取り込んで巨大化し、パンチ1発でスリラーバークを叩き割るほどの力を見せたが、さすがにモリア自身でも1000体もの影を制御することはできず、ルフィに攻撃される度に影が解放されていった。

### ボア・ハンコック
声 - 三石琴乃、伊藤かな恵（幼少期）
元王下七武海。アマゾン・リリーの現皇帝。九蛇海賊団船長。ゴルゴン三姉妹長女。異名は「海賊女帝」。元懸賞金8000万ベリー→16億5900万ベリー。
アマゾン・リリー出身。29歳→31歳。誕生日は9月2日（「九」=9、「蛇（じゃ）」=2）。身長191cm。スリーサイズはB111（Jカップ）・W61・H91。おとめ座。血液型S型。好物は火鍋。
世界一美しいと謳われる、絶世の美女。艶のある長い黒髪と抜群のスタイルの持ち主で、その美貌は老若男女問わず数多の人間を魅了する。常に尊大な態度を崩さず、自分の美貌を鼻にかけて身勝手に振る舞うが、その美しさから誰一人咎めることはできない。相手を見下す際、背を反りすぎたことで見下しすぎて逆に見上げてしまう癖がある（通称：人を見下しすぎのポーズ）。サロメという名の大蛇を常に連れている。新世界編では、ハンコックをモデルにしたセラフィム・S-スネークが開発されている。一人称は「わらわ」。島の者には「蛇姫様」と呼ばれ、慕われている。
超人系悪魔の実「メロメロの実」の能力者。自分に見惚れた者を石化させることができる。石化は無生物にも有効。ハンコックの美貌があってこそ成り立つ能力で、ハンコックが死亡して別の者が能力を受け継いでも石化を解除することはできない。「覇王色の覇気」の持ち主。身体能力も高く、その実力は、センゴクからも高く評価されている。主に足技を使用する。
12歳の時、人攫い屋によって妹共々連れ去られ、世界貴族の奴隷となる。その際に奴隷の証である天竜人の紋章を背中に焼きつけられ、さらに余興で悪魔の実を食べさせられたことで、妹共々能力者となった。その4年後、聖地マリージョア襲撃事件でフィッシャー・タイガーによって解放され、マリージョアから脱出。妹2人と共に路頭に迷っていた所を、ニョン婆とレイリーとシャッキーによって保護され、アマゾン・リリーに帰還した。18歳の時に、死亡した先代皇帝トリトマの死に際して皇位を継承し、初めての遠征で8000万ベリーの懸賞金がかけられ、「九蛇」を警戒する政府の要請を受け、七武海に加盟した。背中の天竜人の紋章は島の全員に隠し、怪物ゴルゴンによる呪いと偽っていた。
エースの公開処刑発表の際に、政府から強制召集を受けるが拒絶。湯浴み中に現れたルフィに、天竜人の紋章を見られて激昂する。ルフィを不法侵入の罪で処刑しようとし、妹のサンダーソニアとマリーゴールドをけしかけるが、ルフィの器の大きさと情の深さから心を許し、更には恋心を抱くようになる。当初は自身の恋心に気づかず熱に浮かされていたが、ニョン婆に諭されて明確に自覚してからは、ルフィに関する妄想を幾度なく繰り返している。ルフィに結婚はしないと断られても、依然好意を抱き続けている。また料理が苦手だったが、ルフィのために練習し、肉料理だけはできるようになった。
エース奪還を決意したルフィをインペルダウンへ送るために、政府からの強制召集命令に応じる。ルフィを服に隠してインペルダウン侵入に協力した後エースと面会し、ルフィが救出に来たことを告げた。マリンフォード頂上戦争でも、ルフィを押さえつけたスモーカーを妨害したり、エースの手錠の鍵をルフィに渡すなどのサポートを行った。終戦後は七武海権限で軍艦を奪い、ルフィとジンベエを救出したハートの海賊団と合流。彼らを匿うため、女ヶ島への停泊と上陸を特例として許可した。
2年後の新世界編では、ルスカイナでの修行を終えたルフィをシャボンディ諸島に送り届け、海兵をメロメロにして麦わらの一味への攻撃を妨害した。ドレスローザ編後は、新しくなったルフィの手配書の写真を大きく引き伸ばして城に飾っている。世界会議での七武海制度撤廃により称号を剥奪されると、アマゾン・リリーを包囲した海軍に抗戦。海軍との戦闘中、自身の能力を狙って乱入した黒ひげに拘束されるも、レイリーが介入したことで、海軍や黒ひげ海賊団の石化の解除を条件に解放された。
アニメSP『3D2Y』では、インペルダウンから脱獄した海賊バーンディ・ワールドにより妹たちが誘拐されてしまい、2人を救出するためルフィと協力し、ワールド海賊団の海賊船「グローセアデ号」に乗り込む。ワールドの部下ナイチンとの戦いでは、彼女の特殊な漢方薬で衣服の一部を溶かされるも、全く動じることなく圧倒した。さらにバギーと交戦していたガイラムを、バギーが放ったバギー玉の爆発に紛れて倒した。
劇場版『STAMPEDE』では、海軍からの招集に応じ海賊万博に現れる。ルフィを探すため奔走し、ルフィと合流を果たすと、ダグラス・バレットとの戦いに加勢した。
作者はしらほしと共にデザインが難しかったキャラクターに挙げている。デザインが決まる前に「絶世の美女」と煽ってしまったため苦労したという。
技一覧
メロメロ甘風（メロメロメロウ）
両手でハートマークを作り、そこから放つ光線で、邪心を持つ相手を石化させる。ただし、ルフィのように邪心がない者や、モモンガのように無理矢理邪心を抑え込んだ者には効果がない。
銃キス（ピストルキス）
投げキスで作ったハート型の弾丸を飛ばす。連射も可能。
虜の矢（スレイブアロー）
投げキスで作った巨大なハートを弓のようにして飛ばし、石化効果を持つ矢を放つ。
芳香脚（パフューム・フェムル）
石化と粉砕を、同時に行う連続蹴り。劇中ではスモーカーの七尺十手、更にはパシフィスタの鋼鉄ボディをも破壊している。
大芳香脚（パフューム・フェムル・マグナ）
覇気を纏わせた「芳香脚」の強化版。劇場版『STAMPEDE』対バレット戦で使用。
サロメ
ハンコックのペットの大蛇。髑髏を被っている。誕生日は3月6日。普段はハンコックの椅子となり、戦闘では彼女の足場となる。海中を泳いで船を尾行することもできる。

### ジンベエ
声 - 郷里大輔（425話 - 432話）→宝亀克寿（440話 - ）、坂本千夏（幼少期）
元王下七武海。タイヨウの海賊団2代目船長→麦わらの一味操舵手。ジンベエザメの魚人。異名は「海俠のジンベエ（かいきょう - ）」。懸賞金7600万ベリー→2億5000万ベリー→4億3800万ベリー→11億ベリー。
魚人街出身。44歳→46歳。誕生日は4月2日。身長301cm。おひつじ座。血液型F型。好きな食べ物はもずく酢、フルーツ。嫌いな食べ物はパフェ（食べづらいから）。得意料理はかつおのたたき。氷は飲み込む派。目玉焼きの好みは片面・蒸し焼き、塩。一味内での酒の強さランキングは1位。ワノ国の好物はお茶漬け。好きな季節は夏島の秋。入浴頻度は毎日海散歩＋シャワーのみ。就寝・起床時間は午前3時 - 午前9時。イメージナンバーは10。イメージカラーは    黄土色。家族に例えると父。ニオイは海のにおい。イメージ県は鹿児島県。イメージ国はインド。イメージ動物はクマ。イメージ職業は駅員。イメージ花は牡丹。
ルフィの9人目の仲間。下顎から2本の牙を生やした大柄な男。後ろで束ねた髪、渦巻いた眉毛ともみあげ、左目からこめかみにかけての傷痕が特徴で、着物の上に外套を羽織り下駄を履いている。「海俠」の二つ名の通り、強い義侠心の持ち主。魚人島やトットランドでも非常に信頼が厚く、島民には「親分」と呼ばれ慕われている。若い頃は人間への過度な攻撃も辞さない凶暴な性格だったが、様々な経験を重ねたことで現在では人間への敵意を露骨に見せることはない。ただし、魚人を侮辱する者には激しい怒りを見せる。基本的には他の海賊を嫌っているが、魚人島を守ってもらった恩がある白ひげには大きな敬意を表し、「オヤジさん」と呼んでいる。また、白ひげ海賊団の船に度々出入りしていたため、隊長達と面識がある。大局を見て作戦を考える戦略家的性格を持っており、緊迫した状況でも比較的冷静な判断を下せるが、演技が下手だったり、時間が無い中でわざわざ作戦名を考えようとするような一面もある。新世界編では、ジンベエをモデルにしたセラフィム・S-シャークが開発されている。一人称は「わし」。語尾に「～じゃ」「～じゃのう」を付けるなどの古風な喋り方をする。
「魚人空手」「魚人柔術」「武装色の覇気」「見聞色の覇気」の使い手で、魚人族の中でも並外れた実力を持つ。また、魚人では珍しく、人魚特有の魚と会話できる能力を持っている。海流や波の動きを把握することに長けており、一船の帆をサーフィンのように操る優れた操船技術を持つ。
30歳当時はネプチューン軍に所属する兵士で、同郷のアーロンからは「アニキ」と呼ばれていた。15年前、フィッシャー・タイガーが結成したタイヨウの海賊団に加入し、タイガーに次ぐNo.2として主力を担った。兵士時代から人間との融和を唱えるオトヒメ王妃には否定的だったが、長い航海で様々な人間たちとの出会いを経験し、次第に認識を改めていった。12年前のタイガーの死後は、2代目船長としてタイヨウの海賊団を率いた。11年前、魚人族が政府に近づくために政府の誘いを受け、魚人族初の七武海となる。しかし、恩赦により釈放されたアーロンが一味から独立したことで、世間からは彼を「東の海」へ送り込んだ存在とみなされることになる。4年ほど前、白ひげに挑もうとしたエースと5日間に及ぶ死闘を繰り広げた。エースの白ひげ海賊団加入後は隊長の中でも特に親しくなり、年下だが「さん」付けで呼んでいた。
エースの公開処刑に際して政府から強制召集を受けたが、七武海の称号剥奪を覚悟の上で召集を拒否したため、インペルダウンLEVEL6に収監されていた。インペルダウン編でエースを救出するため現れたルフィに協力し、脱獄する。マリンフォードに到着すると、七武海脱退を宣言。戦争では白ひげ側に立って戦い、モリアを退けるなどルフィをサポートした。エースの死後は、意識を失ったルフィを赤犬の執拗な追撃から命懸けで守りきり、ローの潜水艦で女ヶ島へと逃げ延びる。その約2週間後、エースの死で自暴自棄に陥ったルフィを厳しく諭し、「16点鐘」事件に同行した後、2年後の魚人島での再会を約束して別れた。七武海脱退により再び指名手配の身となったことから、島民たちへの影響を考慮してタイヨウの海賊団と共に魚人島を去り、四皇ビッグ・マムの傘下に入る。
2年後の魚人島編でルフィと再会し、魚人島とタイヨウの海賊団の歴史を語る。アーロンの暴挙を止めることができなかったことに責任を感じており、彼の被害者であるナミから罰を受ける覚悟だったが、ナミにそのような意志がないことを知り感泣した。リュウグウ王国に反乱を起こした新魚人海賊団の野望阻止のため、麦わらの一味と共にギョンコルド広場に乗り込み、サンジとの共闘でワダツミを倒す。内乱終結後、ルフィから仲間に誘われるが、ビッグ・マムへの義理を理由にこの場では断り、その問題にケジメをつけたら仲間になることを約束した。
ルフィ達が魚人島を去った後が描かれた表紙連載『カリブーの新世界でケヒヒヒヒ』で、人魚を誘拐しようとしたカリブーを仕留め、新世界の海軍G-5支部に引き渡す。その後、表紙連載『ジンベエの海俠一人旅』で仲間達の元へ向かう道中、迷子の子海ネコの住処である遺跡が地上の港町に打ち上げられ、住処を失った海獣が暴れまわる事態に出くわす。騒動を起こした原因がワダツミであることを突き止め、彼を叱責して騒ぎを治めると、同行を申し出たワダツミと共に町を出港する。トットランドに戻り、遺跡で発見した「歴史の本文」をビッグ・マムに献上した。
ホールケーキアイランド編では、スイートシティで食いわずらいを起こしたビッグ・マムを鎮め、傘下からの脱退を申し出る。だが、落とし前となるものを決める「ルーレット」を回せば自分だけでなく多くの仲間も犠牲になることを見抜き、一旦要求を取り下げる。その後、ベッジによって海に落とされたペコムズを助け、彼からビッグ・マムのヴィンスモーク家暗殺計画を聞かされると、ビッグ・マムへの謀反を決意し、オペラを退けルフィとナミを囚人図書室から救出する。そして結婚式を潰すことを決めたルフィにビッグ・マムの暗殺を目論むベッジと手を組むことを提案し、会合の場を設ける。結婚式当日、ビッグ・マム暗殺作戦の最中、ビッグ・マムに正式に脱退を宣言。会場から脱出した後は持ち前の航海術でビッグ・マムやスムージー率いる艦隊を振り切り、カカオ島でルフィと合流。アラディンたちが援護に現れると、彼らと共にサニー号の殿を務めることを決意し、ルフィたちとワノ国で再会することを約束する。
ワノ国編では、鬼ヶ島への討ち入り当日にルフィ達と合流し、正式に麦わらの一味への加入を果たす。鬼ヶ島では変装した状態でロビンと行動を共にし、モモの助の救出を試みる。正体を明かした後は、カイドウがいる屋上へ向かうルフィを援護するため、共に城内を進み、城内4階「ネコ科フェ」で飛び六胞フーズ・フーを引き受ける。交戦中、魚人への差別的な発言で怒りが頂点に達し、フーズ・フーを上回る覇気で彼を撃破した。その後、福ロクジュとの戦いを終えた雷ぞうの下へ駆けつけ、彼が巻物から放出した大量の水を城中に拡散させて、城内を消火した。ワノ国編後、懸賞金が11億ベリーに上がる。
エッグヘッド編では、海流に巻き込まれたルフィとチョッパーとボニーを抱えて、島の下層からエッグヘッドに上陸する。研究層でナミ達と合流すると、失踪したDr.ベガパンク「本体」を捜索するため、サンジやステューシーと共に研究層B棟に向かう。バスターコールが発令されると、ルッチに足止めされるゾロの救援に向かい、彼を連れ出して仲間と合流する。
エルバフ編では、巨人族の子供達を誘拐しようとする神の騎士団の捜索に乗り出す。
2022年7月23日、2016年に発生した熊本地震からの復興プロジェクトである「麦わらの一味 ヒノ国復興編」の一環として、住吉海岸公園（宇土市）に等身大のジンベエの銅像が設置された。
技一覧
魚人空手
唐草瓦正拳（からくさがわらせいけん）
正拳突きを行い、全方位に衝撃波を発生させる。
五千枚瓦正拳（ごせんまいがわらせいけん）
アッパーカットのようなモーションから繰り出す正拳突き。
槍波（やりなみ）
海中から海水を槍状にして発射する。
槍波「群雨（むらさめ）」
水中から多数の「槍波」を発射する。
鮫肌掌底（さめはだしょうてい）
掌で相手の攻撃を弾く。
鮫瓦正拳（さめがわらせいけん）
渾身の正拳突きを行い、衝撃波を発生させる。
撃水（うちみず）
手に溜まった水滴を投げ飛ばす。威力はE・Sで覚醒したホーディの「撃水」をも上回る。
七千枚瓦回し蹴り（ななせんまいがわらまわしげり）
自分より遥かに巨体の相手をも弾き返す強烈な回し蹴り。
梅花皮（かいらぎ）
「武装色の覇気」を纏わせた腕を交差させ、相手の攻撃を受け止める。
粗鮫（ソシャーク）
両腕の強力な握力で相手を握り潰す。ホーディも同様の技を使用している。
五千枚瓦手刀（ごせんまいがわらしゅとう）
木々や地面をも切り裂く強力な手刀を繰り出す。地面に放って土煙を起こし、目くらましに用いることも可能。
閑羅瀬（しずらせ）
漫画『ONE PIECE episode A』で使用。腕を素早く動かし、自身への攻撃を逸らす。
奥義
武頼貫（ぶらいかん）
掌から水球を投げつけて強力な衝撃波を放ち、相手の身体を貫く。
鬼瓦正拳（おにがわらせいけん）
相手の至近距離から「武装色の覇気」を纏った拳で正拳突きを繰り出し、全方位に強力な衝撃波を発生させる。
魚人柔術
水心 海流一本背負い（みずごころ かいりゅういっぽんぜおい）
海中で海水を掴み、巨大な水柱のように海上に投げ飛ばす。
紅茶一本背負い（かいりゅういっぽんぜおい）
紅茶を使った「海流一本背負い」。
渦潮一本背負い（うずしおいっぽんぜおい）
自分より遥か巨体の相手をも投げ飛ばす一本背負い技。
引潮一本背負い（ひきしおいっぽんぜおい）
「武装色の覇気」を纏った腕で相手の攻撃を受け止め、その勢いを利用して後方の地面に叩きつける。
肩車（かたぐるま）
肩に担いだ味方を遠くに投げ飛ばす。

### マーシャル・D・ティーチ
元王下七武海。黒ひげ海賊団提督。現在は四皇の一人。

### トラファルガー・ロー
元王下七武海。ハートの海賊団船長。

### バギー
元王下七武海。クロスギルド社長。現在は四皇の一人。

### エドワード・ウィーブル
声 - 塩屋浩三
元王下七武海。自称「白ひげJr.」。元懸賞金4億8000万ベリー。
「偉大なる航路」出身。35歳。誕生日は12月10日（エドワード(10)・ウィーブ(12)ル）。身長680cm。いて座。血液型S型。好物は母ーたんのキャビアおにぎり。
三日月型の口ひげを携え、三つ編みを2つのおさげにした巨漢。左目と首回り、左腕にツギハギ状の傷がある。自身が白ひげの実の息子だと信じているが、口ひげ以外はあまり白ひげと似ておらず、疑う者は多い。七武海にもかかわらず民間人に甚大な被害をもたらすため、海軍からも問題視されている。頭はあまり良くなく、母のミス・バッキンには頭が上がらない。白ひげを「白しげ」と発音するなど、呂律が回らない口調をしている。一人称は「おで」。白ひげを「父ーたん」、ミス・バッキンを「母ーたん」と呼ぶ。海賊旗は三日月型のひげ、おさげ、ツギハギ状の傷があるドクロマーク。
白ひげ傘下の海賊団を次々と倒していく圧倒的な戦闘力を持ち、黄猿からも「強さだけなら白ひげの若い頃のようだ」と評されている。武器は薙刀。
頂上戦争後に七武海に加盟。本人は白ひげの仇である黒ひげへの仇討ちを望んでいるが、白ひげの莫大な遺産を狙うミス・バッキンの方針で、マルコを始めとした白ひげ海賊団の残党を捜し出そうとしている。その最中でA・O海賊団をはじめ16人の船長を討ち取っている。ドフラミンゴがルフィに倒された報を聞き、マルコ達の行方を知るかもしれないルフィに興味を持つ。世界会議での七武海制度撤廃により称号を剥奪され、海軍に包囲されるも撃退する。その後、マルコの留守中にスフィンクスを襲った海軍から白ひげの故郷を守るために奮闘するが、緑牛によって捕らえられる。
作者は、ウィーブルというキャラクターに否定的な反応を示す読者の投稿に対し、「キミの意見、僕の思うツボです」とコメントしている。

### ハナフダ
元王下七武海。作中では登場せず、SBSで存在が明かされた。異名は「トカゲの王」。うるティとページワンの父親。故人。
両肩に「く」の字状の飾りがある黒ずくめのコートに羽根飾り付きのマスクを被った大男。カイドウとはかつては衝突していたが目的が一致していた事から共闘関係にあり、カイドウの強さに惚れ込み、子供達を百獣海賊団に預けるほど信頼していた。カイドウを海賊王にするべく動物系古代種の悪魔の実の収集を趣味としており、何かを企んでいたのではないかと言われているが、今となっては分からないとのこと。身長514cm。武器は棘鉄球が付いた巨大な鎖鎌。
4年前、当時ルーキーとして名を馳せていたエースに倒され、七武海から除名された。その後、子供達の下へ向かう途中に恨みを買っていた海賊達に殺害された。エースは彼の後釜として七武海に勧誘されたが拒否し、代わりにくまが加入した。

## 七武海メンバーの傘下勢力

### バロックワークス
クロコダイル率いる秘密犯罪会社。

### ドンキホーテファミリー
ドンキホーテ・ドフラミンゴ率いる海賊団。拠点は新世界・ドレスローザ。16年前は「北の海」スパイダーマイルズを拠点にしていた。海賊旗は顔に線の入ったスマイルマーク。本船は「ヌマンシア・フラミンゴ号」で、サングラスをかけたフラミンゴを象っている。
武器・兵器・ドラッグ・悪魔の実など、あらゆる危険物の闇取引を仕切っている密輸組織。戦争中の国々に武器を横流しし、ドレスローザ周辺諸国の戦争を煽っている。かつては、シャボンディ諸島で人身売買を行う「人間屋（ヒューマンショップ）」を経営していた。現在は、科学者シーザー・クラウンと手を結んで動物系の人造悪魔の実「SMILE」を生産し、四皇カイドウをはじめとした新世界の大物たちを相手に取り引きを行っている。
総戦力は2000人で、国中にいる部下を10人の幹部たちがまとめている。さらにそれを束ねる3人の最高幹部が存在し、「トレーボル軍」「ディアマンテ軍」「ピーカ軍」の3つの軍で構成されている。最高幹部にはスペイン語でトランプのスートを意味するコードネームがつけられ、一部の幹部にもコードネームがつけられている。幹部以上のメンバーは長年ドフラミンゴと苦楽を共にしており、ドフラミンゴが「家族」と呼ぶほど強い結束力・仲間意識を持っている。特に最高幹部の4人はドフラミンゴが父親を殺害した10歳の時からの付き合いで、対等な関係である。一方、幹部以下の者達はドフラミンゴや幹部たちから粗末な扱いを受けている。子供でも加入は許されるが、ほとんどは2日以内に泣いて逃げ出したらしい。
パンクハザード編で、ヴェルゴとモネを失う。さらにドレスローザ編では、離反したヴァイオレットとベビー5を除く幹部が海軍に逮捕され、ファミリーは壊滅した。

#### 最高幹部
ヴェルゴ
声 - 諏訪部順一
ドンキホーテファミリー最高幹部・初代「コラソン」。元海軍G-5支部中将。元G-5基地長。異名は「鬼竹（きちく）のヴェルゴ」。
「北の海」出身。41歳。誕生日は7月5日（G-5→Gはアルファベットの7番目）。身長247cm。かに座。血液型X型。好物はハンバーガーセット（ハンバーガー・ポテト・いちごシェイク）。
丸刈り頭に特徴的なもみあげをした、サングラスをかけた男。荒くれ者が多いG-5の部下からは、自分達にも優しくしてくれる仁義の男と慕われ、市民からも紳士的な海兵と思われていたが、これらの姿は全て演技であり、実際は彼らの命など全く省みない冷酷非情な性格。頬についた食べ物や食器を他人から指摘されるまで気づかないなど、天然ボケな一面がある。ドフラミンゴとは最も付き合いが長い関係で、彼からは「相棒」と呼ばれるほど高い信頼を寄せられている。上下関係に厳しく、元部下のローに対しては執拗に「さん」付けで呼ぶよう強制する。
六式の「剃」「月歩」「指銃」を使用でき、蹴りでサンジの足の骨にヒビを入れるほどの高い戦闘能力を持つ。強力な「武装色の覇気」の使い手で、全身を黒く硬化させることができる。覇気を纏った竹竿を武器に持ち、竹竿に息を吹き込み吹き矢のように飛ばす戦法も使う。
少年期にドフラミンゴと出会い、当時のボスであったトレーボルを紹介した。約15年前、ドフラミンゴの指示でスパイとして海軍に入隊。入隊からすぐに頭角を現し、センゴクにG-5支部への異動を志願し、現在の地位まで登りつめた。13年前のオペオペの実の騒動でローとコラソンに遭遇し、コラソンが海軍のスパイであることを知ると2人を痛めつけ、ドフラミンゴに報告した。ドフラミンゴがドレスローザの王位に就いた10年前当時は、大佐の地位であった。G-5基地長就任後は基地長の権限を利用して、シーザー・クラウンが新世界の各所から子供たちを誘拐した事件を、海難事故として揉み消していた。
パンクハザードにてローの前に現れ、彼の心臓を使って捕える。ロー達が檻から逃げ出すと、G-5の海兵たちを口封じのため襲撃し、サンジとも交戦。その後、裏切ったローの抹殺をドフラミンゴから命じられ、「SAD」製造室でローと対峙する。ローに加えスモーカーをも圧倒したが、囮となったスモーカーに気を取られてローの心臓を奪い返され、ローの能力で胴体を両断され敗北。ローに全身を分解され、爆発寸前の製造室に放置された。その後の生死は不明。
技一覧
鬼・竹（オニ・タケ）
「武装色の覇気」を纏った竹竿を全力で振り抜き、相手を殴りつける。シンプルだがその威力は凄まじく、スモーカーに放った際にはただの一撃で海楼石製の十手を折り、そのまま本人を戦闘不能に陥れた。
トレーボル
声 - 松野太紀
ドンキホーテファミリー最高幹部。クラブの席に座る男。ドフラミンゴの参謀。元懸賞金9900万ベリー。
「北の海」出身。49歳。誕生日は3月18日（「参謀」の「ハ」ナミズ）。身長349cm。うお座。血液型F型。好物はソーセージ。
常に長い鼻水を垂らしており、不潔感を漂わせている。先端がクラブの形をした杖を持ち、脚には足枷のような物を着けている。サングラスで目線を隠しているが、その目は普段のとぼけた振る舞いとは似つかない鋭さである。ドフラミンゴよりも大柄な体型に見えるが、体の大部分は痩せ細った体にベタベタの能力で肉付けした張りぼてである。粘着質な性格で、相手との会話で顔を寄せすぎるため、仲間からも鬱陶しく思われている。捕えたトンタッタ族を執拗に痛めつけるなど残忍な面を持つが、相手の挑発に乗せられやすい短気なところもある。ドレスローザの地下交易港の管理をしており、特別幹部のシュガーを常に護衛している。語尾を延ばした口調で話す。口癖は「んねー」、笑い声は「ベヘヘヘ」。
超人系悪魔の実「ベタベタの実」の能力者。可燃性の粘液を分泌し操る「粘液人間」。身体から出した粘液を使い、「人や物を引き寄せる」「自身を引き寄せて高速移動する」「対象の動きを封じる」「粘液を弾丸のように飛ばす」といったことができる。常に粘液を体に纏わせており、本体を攻撃しなければ覇気による攻撃も通じない。また、飛んでいるハエの眉間を正確に粘液で打ち抜くほど動体視力が優れており、粘液で巨大船を持ち上げて投げ飛ばすなど、彼自身の戦闘力も高い。
かつてはヴェルゴら3人を束ねるボスの立場だった。30数年前に天竜人から墜ちてきた幼少期のドフラミンゴの「王の資質」を見抜き、ドフラミンゴにイトイトの実と拳銃を与え、当時の最高幹部の4人でドフラミンゴを王として掲げ、悪のカリスマへと育て上げた。
地下交易港の幹部塔に乗り込んできたリク王軍を迎え撃ち、トンタッタ族やウソップを執拗に痛めつけるが、最終的にシュガーの気絶を許してしまった。「鳥カゴ」発動後、王宮に乗り込んできたルフィとローをドフラミンゴとの共闘によって追い詰める。だが、自分達とドフラミンゴの関係をローに侮辱されて逆上し、ローを始末しようとして逆に彼の能力範囲内に誘い込まれ、本体を攻撃されて重傷を負う。ロー達を道連れにするために粘液を引火させ自爆するが、失敗に終わった。
技一覧
ベタベタチェーン
身体から出した粘液を鎖状にして、対象に接着させる。巨大船を持ち上げても千切れないほどの強度を誇る。
ベタベットン流星（ - メテオーラ）
「ベタベタチェーン」で接着した物を勢いよく投げ飛ばす。
ハナ水真剣白刃取り
鼻水の粘液で相手の攻撃を受け止める。
ベトランチャー
可燃性の粘液を飛ばし、相手に触れた途端に爆発する攻撃。
ベタベットン・ランチャー
身体から出した多数の粘液を飛ばし、相手の動きを封じる。
ディアマンテ
声 - 梅津秀行
ドンキホーテファミリー最高幹部。ダイヤの席に座る男。元懸賞金9900万ベリー。
「北の海」出身。45歳。誕生日は5月29日（「コ」ロシアムの「フ」ラッ「グ」）。身長525cm。ふたご座。血液型S型。好物は赤ワイン。
大きな口と長い脚が特徴の男。羽飾りがついたコートと能力ではためかせている鋼鉄製のマントを着用し、派手なフェイスペイントをしている。自信過剰でおだてに乗せられやすい性格で、最初は謙遜するもさらに持ち上げられると上機嫌になる。好戦的かつ挑発的で、相手を徹底していたぶる狡猾な面を併せ持つ。コリーダコロシアムの管理者で、「コロシアムの英雄」と呼ばれている。笑い声は「ウハハハハ」。武器は長いサーベルや棍棒。他にはピストルや防御用の鉄製の傘なども携帯している。
超人系悪魔の実「ヒラヒラの実」の能力者。自分の体や触れた物を強度を問わず旗のようにはためく物質に変えることが出来る「旗（フラッグ）人間」。はためかせた物質の性質が変わることはなく、小さく折りたたんで収納することもできる。
トレーボルらと共に長年ドフラミンゴを支え、かつてファミリーにいたローには剣術を指導した。10年前にはレベッカの母スカーレットを殺害した。
ルフィをおびき寄せるため、ドフラミンゴから預けられた「メラメラの実」を賞品とした剣闘会をコリーダコロシアムで開催する。当初は部下のラオGたちを決勝に出場させる予定だったが、ドフラミンゴの命令で4人をオモチャの家の防衛に回し、自ら決勝に参戦。レベッカにスカーレットを殺害したことを打ち明け、精神的に追い込む。しかし、シュガーの気絶でオモチャ化が解ける様を見て動揺した隙に、サボがリングを破壊したことで場外負けになり、メラメラの実をサボに奪われてしまった。「鳥カゴ」発動後、ひまわり畑でレベッカに襲い掛かるもキュロスに阻まれる。キュロスとの戦いでも執拗にレベッカを狙い、キュロスの残った右足を拳銃で撃つなど卑怯な手を使ったが、その悉くがキュロスの逆鱗に触れる結果となり、彼の渾身の一撃を喰らい敗北。背後にあったスカーレットの墓標に、頭をぶつけ気絶した。
技一覧
闘牛グレイブ（コリーダ - ）
サーベルを旗状にし、腕に闘牛のような形に巻きつけた状態で「ロック」して元の強度に戻し、相手にパンチを繰り出す。
蛇の剣（ウィーペラグレイブ）
サーベルを旗状にし、蛇のような動きで相手を狙う。
半月グレイブ（ハンゲツ - ）
半月を描くような構えで放つ地面を抉る強力な剣撃。
陸軍旗（アーミーバンテラ）
地面を旗状にし、相手の足元を狂わせる。
解除（ヒラリリース）
旗状にしたものを元の形に戻す。
死の星屑（デス・エンハンブレ）
紙吹雪状にした大量の棘鉄球を花火筒で打ち上げ、「解除」で元の形に戻して一斉に降らせる。自身は鉄の傘で身を守る。本人曰く「軍隊をも皆殺しにする星屑」。
ピーカ
声 - 三ツ矢雄二
ドンキホーテファミリー最高幹部。スペードの席に座る男。元懸賞金9900万ベリー。
「北の海」出身。40歳。誕生日は12月14日（自由に(12)石(14)を操れる）。身長470cm。いて座。血液型X型。好物は石焼ビビンバ。
正面に十字状の飾りがついた兜を被り、丸みを帯びトゲが生えた特徴的な形の肩を持つ、筋肉質の巨漢。そのような外見に似合わない甲高い声の持ち主であり、聞き慣れていない者が思わず吹きだしてしまうほどである。本人も自分の声にかなりのコンプレックスを持っており、めったに口を開かない。「国とは武力であり、平和主義者では国を守れない」という考えを持っており、結果的に国を守れなかったリク王を見下している。笑い声は「ピッキャピッキャピッキャラララ」。武器は身の丈を遥かに上回る巨大な刀。
超人系悪魔の実「イシイシの実」の能力者。触れた石や岩と同化して自在に操ることが出来る「岩石同化人間」。岩石と同化すると巨大なゴーレムのような姿になる。石造りの建物と同化して内部の構造を自在に変化させることができ、石であれば地形をも変えることも可能。巨大化された体が破壊されても、本体は分断されたどれかに留まっている。「武装色の覇気」の使い手で、ヴェルゴ同様全身を黒く硬化させることができるが、覇気の強度はゾロには劣る。
王宮に乗り込んできたルフィ達を王宮の壁と同化した状態で襲撃し、ゾロと対峙する。シュガーが気絶すると、ルフィ達をまとめて王宮から追放し、ドレスローザの地形を変え王宮と「SMILE」工場を移動させる。「鳥カゴ」発動後、ルフィ達を倒すため町に現れ、自分の声を笑ったルフィを襲うも、またも立ちはだかったゾロに「ソプラノ野郎」と挑発され、再び交戦する。能力のカラクリを理解してきたゾロを台地の端に追いやり、戦いに弱った者や動けない者、そしてリク王を狙い始める。しかしオオロンブスの協力によって空を飛んだゾロに岩石の身体を次々と両断され、岩の身体が補充できない空中へと追い込まれる。最後は自ら「武装色の覇気」を纏ってゾロに直接挑むが、「三千世界」の一太刀で斬り伏せられて敗北した。
技一覧
蛸石（フルポストン）
石を複数の触手のような形にして相手を突き刺す。
舞踏石（チャールストン）
先の尖った大きな石を出して相手を突き刺す。
噛石（バイトストン）
石像で口を大きく開き、相手に噛みつく。
石押（イシウス）
棘の付いた石を両脇に出し、相手を挟み込む。
ドンキホーテ・ロシナンテ
声 - 山寺宏一、広橋涼（幼少期）
元ドンキホーテファミリー最高幹部・2代目「コラソン」。元天竜人。元海軍本部中佐。ドフラミンゴの弟。故人。
聖地マリージョア出身。26歳没。誕生日は7月15日（音「ないコ」ラソン）。身長293cm。かに座。血液型S型。好きな食べ物はレタス・キャベツ・梅干し。嫌いな食べ物はパン・ピザ。マリンコードは01746。
至る所にハートをあしらったシャツと、赤いフード帽子に黒い羽毛のコートを着用した男性。道化師のようなメイクをしている。少年時代は、目元が隠れる長い髪型をしていた。喫煙者で常にタバコを吸っている。ローが恩人として慕っている人物で、彼やバッファロー、ベビー5からは「コラさん」と呼ばれていた。温厚で感情豊かな性格だが、かなりのドジっ子であり、何もないところで転んだり、タバコに火を点けようとして誤って衣服を燃やしたりする。正義感が強く、善良な両親から兄のような非道な人間が生まれたことを疑問に思い、危険視していた。上官であり育ての親であるセンゴクからは息子のように想われ、部下としても特別な信頼を置かれていた。一方で、ローの治療を拒否した病院を爆破したり医師に殴りかかるなど、激昂しやすい面もある。
超人系悪魔の実「ナギナギの実」の能力者。触れた者や周囲の雑音を遮断する「無音人間」。直接的な戦闘には不向きだが、自分の存在や攻撃方法を悟らせないまま敵を錯乱させるといった潜入や隠密行動、奇襲に長けている。銃弾を数発受けながらも複数の敵を返り討ちにできる地位相当の実力者で、能力者であることを知らないファミリーのメンバーからも「腕が立つ」と言われていた。
幼い頃に聖地マリージョアから地上に一家で移住するが、天竜人を恨む住民から迫害され逃亡生活を送った。それでも兄とは異なり父を憎むことはなく、むしろ兄に対して恐怖と警戒心を抱くようになる。ドフラミンゴが父親を殺害した8歳の頃、彼の元から逃げ出して失踪し、センゴクに保護される。その後、海軍に入隊し、本部中佐の地位まで上り詰めた。22歳の時にセンゴクの命を受け、兄の暴走を止めるためスパイとしてファミリーに潜入し、2代目「コラソン」の名を授かる。「仲間と思っていない」という理由でファミリーには能力者であることを隠し、過去のショックな事件の影響で喋ることができないと偽っていた。また、子供嫌いの振りをしてファミリーに近づく子供に暴行を加え、追い出していた。
16年前、新たにファミリーに加わったローも出会ってすぐに痛めつけ、そのことでローの反感を買いナイフで脇腹を刺されるが、ローの辛い生い立ちを思いやりドフラミンゴには報告しなかった。ローが「Dの一族」であることを知ると、彼に自分が喋れることを明かした上で、「D」にまつわる伝承を話す。そしてローを連れ出し、珀鉛病を治すため2人であらゆる病院を回る旅に出るが、訪れた病院全てで治療を拒否され、治す手がかりすら全くつかめなかった。それでも、その献身的な姿を目の当たりにしたローから慕われるようになる。旅に出て半年後、ドフラミンゴからローの病気を治せる「オペオペの実」の取引が行われると知り、センゴクから得た情報をもとにミニオン島に潜入する。能力を駆使して取引相手のバレルズ海賊団を出し抜き、オペオペの実を奪取しローに食べさせる。さらに、ファミリーがドレスローザで起こす陰謀について記した文書をローに託すも、運悪く海軍に潜入していたヴェルゴの手に渡り、自身の素性を知られてしまう。何とかローを連れてヴェルゴを捲くも、ドフラミンゴが発動した「鳥カゴ」を見て島から逃げ切れないことを悟り、ローだけでも逃がす決断をする。最終的にローを逃がすため囮としてドフラミンゴと対面し、ドフラミンゴが放った銃弾を受け、倒れる。それでもローが逃げ切るまでの時間を稼ぐため限界まで堪え、最期までローのことを想い、笑顔を浮かべながら息を引き取った。
名前の由来は、小説『ドン・キホーテ』に登場する主人公が乗る馬「ロシナンテ」（作者によると特に深い理由はないとのこと）。初期構想ではドフラミンゴの弟ではなく、単なる幹部の一人だった。
技一覧
サイレント
周囲にドーム状の「防音壁」を張り、内外の音を遮断する。
凪（カーム）
自身や触れた相手の影響で出る音を全て消す。

#### 幹部
モネ
声 - 松井菜桜子
ドンキホーテファミリー幹部。シーザー・クラウンの秘書。シュガーの姉。
「北の海」出身。30歳。 誕生日は8月27日（「ハ」ッピー「に」「な」る）。身長227cm。おとめ座。血液型X型。好物は抹茶ミルクかき氷。
クールな雰囲気の美女で、鳥の翼・脚を持つ人面鳥（ハーピー）。ドフラミンゴに絶大な忠誠心を抱いており、彼のためなら命を懸けることも辞さない。おだてに弱い一面がある。時折、瓶底眼鏡をかけている。武器は2本の巨大アイスピック。
自然系悪魔の実「ユキユキの実」の能力者。雪を生み出し、自在に操ることができる「雪女」。猛吹雪を起こしたり、雪で自身を覆い防御するなど戦法は多彩。牙を持つ怪物のような姿に変身することも可能で、噛み付いた箇所は凍結し砕け散る。熱が弱点で、これを伴う攻撃は物理でも無効化できない。
13年前（ローがファミリーから抜けた後）、妹のシュガーと共にドフラミンゴに不幸な境遇から救い出されファミリーに加入し、後に悪魔の実を与えられた。10年以上前からドレスローザ王女ヴィオラの侍女として潜伏し、国盗りの手引きを行っていた。
ドフラミンゴの指示で、秘書としてシーザーを補佐しながら、監視・護衛を務めていた。ローとシーザーが契約を結んだ際、ローの心臓をシーザーが持つ代わりに自分の心臓をローに預けた。パンクハザード島の偵察中に麦わらの一味を発見し、シーザーに報告。研究所ではシーザーを追ってきたルフィを足止めする。実験台の子供たちを奪い返すため一味と海軍G-5の前に立ちはだかり、ビスケットルームでたしぎと対峙する。単独で挑んできたたしぎを追い詰めたが、加勢したゾロに戦意を折られるほどに圧倒され、なおもゾロを攻撃しようとするもたしぎに倒された。その後、ドフラミンゴの指示で自らを犠牲に研究所を爆破しようとするが、ローに預けていた心臓を誤ってシーザーに刺され倒れた。以降の生死は不明。
技一覧
カマクラ
固い雪室を瞬時に作り出す。
カマクラ十草紙（ - じゅっそうし）
十層に重ねた「カマクラ」。
雪垣（ゆきがき）
雪の壁を作り出す。
万年雪（まんねんゆき）
相手を雪で纏い、捕える。
たびら雪 肌刀（たびらゆき はだがたな）
翼を氷の刃に変え、斬りかかる。
雪兎（ゆきラビ）
ウサギ型の雪玉を大量に放つ。
雪嵐（ふぶき）
雪の竜巻を起こす。

##### トレーボル軍
トレーボル率いる特殊能力チーム。人を別の物に変えたり等、戦闘に直接関係無いが、相手を翻弄する能力者が揃っている。
シュガー
声 - 釘宮理恵
ドンキホーテファミリー「トレーボル軍」特別幹部。モネの妹。
「北の海」出身。22歳。誕生日は10月22日（見た目10歳実年齢22歳）。身長110cm。てんびん座。血液型XF型。好物はグレープ。
青竹色のボブカットヘアーに眼帯のような形状のモノクルをかけた少女。実年齢は22歳だが、能力の副作用で実を食べた瞬間から歳をとらないため、能力者となった10歳時から12年間見た目が全く変わっていない。水玉模様のワンピースとクマの毛皮のコートを着用し、王冠を被っている。見た目通りの子供らしい性格だが、かなりの毒舌家でトレーボルや部下には冷たく当たっている。ファミリーのドレスローザ支配における最重要人物につき常にトレーボルが護衛している。グレープが好物でよく指に刺して食べている。
超人系悪魔の実「ホビホビの実」の能力者。触れた人間をオモチャに変えることができる。オモチャに変えられた人間は周囲の記憶から抹消され、契約を言い渡すことで自身に服従させることができる。シュガー本人が気絶すると、これらの契約は解除され、オモチャは全て元の姿に戻り人々の記憶も元に戻る。護衛される身だが、トンタッタ族の超スピードに瞬時に対応する高い実力を持つ。
姉のモネと共にドフラミンゴによって不幸な境遇から救い出され、悪魔の実を与えられた経緯から、ファミリーに対して命を張る覚悟を持つ。10年前にドフラミンゴがドレスローザの王位に就いて以降、キュロスを始めとする多くの者達をオモチャに変えてきた。
ドレスローザ編で、コロシアムで敗退した戦士、幹部塔に侵入してきたトンタッタ族とロビンたちを、オモチャに変える。その後トンタッタ族を助けるために立ち向かってきたウソップを捕え、トンタッタ族が自身に食べさせようとしていた世界一辛い調味料「タタババスコ」を毒と勘違いしウソップに食べさせるが、あまりの辛さに絶叫した彼の表情を見て驚きのあまり気絶し、今までオモチャに変えた人間や動物が元に戻ってしまった。マンシェリーの治癒能力で意識を取り戻すと、部下達を「頭割り人形」に変えて、王宮を目指す戦士たちへの刺客として差し向ける。自身はルフィ・ローの前に現れ、2人をオモチャに変えようとするが、ウソップの放った人形（カン十郎が描いたウソップの絶叫顔）を見てトラウマが呼び起こされ、再び気絶してしまった。
技一覧
小熊玩具（リトルブラックベアーズ）
触れた者を黒い小熊のオモチャに変える。
頭割り人形（あたまわりにんぎょう）
触れた者を骸骨の顔を持つ巨大な人形に変える。他のオモチャと違い人間が8人が集まって1体の人形となっている。顎の力が強く、噛みついた者の骨を砕くほど。
ヴァイオレット
ドンキホーテファミリー「トレーボル軍」幹部の殺し屋。正体はリク王家の王女・ヴィオラ。
ジョーラ
声 - 江森浩子
ドンキホーテファミリー「トレーボル軍」幹部。　
「北の海」出身。61歳。誕生日は1月25日（美容記念日）。身長221cm。みずがめ座。血液型S型。好物はアート映えするスイーツ。
派手な化粧をした大柄な中年女性。16年前の時点では現在よりも痩せた体格だった。山の手言葉が特徴で、語尾に「ざます」を付ける。二人称は「あーた」。思い込みが激しい性格で、美人とは言い難い容姿だが、自分のことをスーパーモデルや人魚姫などと主張している。赤ん坊の頃にファミリーに拾われたデリンジャーの世話をしており、自身の趣味に合わせ女の子のように育てていた。
超人系悪魔の実「アトアトの実」の能力者。生物・無生物問わず、あらゆるものを芸術作品に変えることができる「芸術（アート）人間」。芸術作品に変えられたものは生物・無生物を問わず、かなり前衛的で珍妙なデザインとなり、本来の能力や機能を失う。
モモの助の誘拐とサニー号を奪取するため、ドレスローザ沖に停泊していたナミ達を襲撃し、能力で無力化し制圧する。そのままグリーンビットに連行し息の根を止めようとしたが、寝返ったフリをしたブルックに乗せられ、彼のバイオリンを魂の喪剣ごと元に戻してしまい、形勢を逆転され拘束された。後にローに人質にされたが、ドフラミンゴがサニー号を見逃すことと引き換えに解放された。その後、王宮に戻り、マンシェリーに治癒能力を使うよう痛めつけて脅迫し、倒された幹部達を復活させようとしたが、駆けつけたレオとカブに間一髪で阻止され、レオのぬいぬいの力で倒された。
技一覧
ブロー・クンフ・アート
手の平から煙を飛ばし、浴びたものを芸術に変える。
命の芸術（ダイイングアート）
対象者を壁画に変える。時間が経過すると、対象者は完全な芸術の一部となり死に至る。
ヘブンズ・ド・アート
アニメオリジナル。対象を異空間へ引き込み自分や周囲を芸術に変える。この異空間の中では相手の攻撃をある程度までなら芸術化させることで無効化することが出来る。また異空間はヴィオラの千里眼で発見することも不可能。

##### ディアマンテ軍
ディアマンテ率いる格闘集団。肉弾戦に優れ、幹部の4人はコリーダコロシアムの闘技会に出場すれば100％の勝率を誇る大スターたちである。
ラオG
声 - 後藤哲夫
ドンキホーテファミリー「ディアマンテ軍」幹部。元懸賞金6100万ベリー。
「北の海」出身。70歳。誕生日は10月7日（ジ、G=7番目）。身長157cm。てんびん座。血液型F型。好物は熟成肉のステーキ。
独特のコスチュームを纏った強面の老人。時折台詞に含まれるガ行の字がローマ字で表記され、その際に指で「G」の形をしたポーズを取り「○○のG!」と叫ぶ。笑い声は「ファファファ」。老化が酷く、チンジャオとの戦闘中に寿命で昇天しかけた。
老う程に痛みを知り、切れ味が増す拳法「地翁拳（じおうけん）」の使い手である格闘家。雷兵や常人以上のパワーを持つトンタッタ族数人相手を圧倒する実力を持ち、かつてはローに格闘術を教え込んだ。耳が遠く老眼だが動体視力は優れており、トンタッタ族の超スピードにも難なく対応している。
ディアマンテの指示でオモチャの家の護衛をするはずだったが、王宮へと続くリフトに乗り間違え、リフトに侵入したトンタッタ族やキュロスと交戦した。「鳥カゴ」発動後、王宮を目指すコロシアムの戦士たちを迎え撃ち、持病に疼くチンジャオを倒す。続いてサイと交戦するが、必要とされるなら命すら捨てるベビー5を「便利な女」と表現したことでサイの怒りを買い、覚醒したサイの「錐龍錐釘」を脳天に喰らって敗れた。
技一覧
腰痛の構え
腰を落とし上半身を前に突き出した構えで、素早い動きで以下のような連続攻撃を繰り出す。
目の突枯（めのつかれ）
相手の目を突いて攻撃する。
型氷（かたコリ）
相手の肩を攻撃する。
冷重衝（ひえしょう）
アニメオリジナル。相手の腹に掌底を浴びせる。
菊栗腰（ぎっくりごし）
アニメオリジナル。相手の腰に蹴りを入れる。
不死武士の痛巳（ふしぶしのいたみ）
相手の全身の至る所を攻撃する。
戦闘保拳（せんとうほけん）
地翁拳究極の秘技。病や怪我、老いてしまった時のために若い頃より筋力を積み立て保管しておく気功術。解放する事で筋骨隆々の巨体になり、老いてなお全盛期の力を発揮する。
「G」の刻印
「戦闘保拳」を発動した状態で、「G」の文字を作った腕で相手の腹に目掛けて突進し、相手の腹に「G」の文字を刻み付ける。
満鬼解焼（まんきかいやく）
アニメオリジナル。「戦闘保拳」最終奥義。全身から気功を放出し繰り出す渾身の掌底。しかしサイに拳を弾かれ不発に終わった。
セニョール・ピンク
声 - 山路和弘
ドンキホーテファミリー「ディアマンテ軍」幹部。元懸賞金5800万ベリー。
「北の海」出身。46歳。誕生日は6月12日（恋人の日）。身長244cm。ふたご座。血液型X型。好物はルシアンの手料理、ギムレット（カクテル。
乳幼児用ボンネットにおしゃぶり、よだれかけといった赤ん坊のような格好をし、サングラスをかけビキニパンツを穿いた小太りの男。変態を自称するフランキーからも「変態」呼ばわりされるような色物じみた風体だが、ワイルドな振る舞いと渋くハードボイルドさあふれる言動で、取り巻きの美女からはモテている。動けない味方を身を挺して庇い、一般市民が困っていると戦闘を放り出してでも助けようとするなど人情に厚い面もあり、部下からの信頼も厚い。16年前の時点ではスリムな体型でスーツ姿にタバコを吸うなど容姿もハードボイルドであった。
超人系悪魔の実「スイスイの実」の能力者。壁や地面など水以外ならいかなる場所でも潜って泳ぐことが出来る「遊泳自由人間」。戦闘では主にプロレス技を使用し、フランキーの鉄の拳を何十発喰らっても立ち上がるなどタフさはかなりのもの。能力は主に奇襲や回避に使う。
ある土砂降りの日に雨宿りをしていた際、同じく雨宿りをしに来たルシアンと出会う。何気ない会話をしていく内に互いに惹かれあい、後に結婚し息子のギムレットを授かる。ただし、ルシアンが海賊嫌いであったため、銀行員だと身分を偽っていた。順風満帆な毎日であったが、海賊の出稼ぎで1週間家を離れていた間にギムレットが高熱を出し、急死してしまう。さらに、このことでルシアンに身分詐称がバレてしまい、帰宅したセニョールを罵倒したあげく嵐の中家を飛び出していったルシアンは土砂崩れに巻き込まれ植物状態になるという立て続けの不幸が起きる。嘘をつき続けた自らの行いを悔い、毎日ルシアンの見舞いに訪れるが彼女は全く反応しなかった。だがある日、何気なくギムレットのボンネットを着用してみると、ルシアンがわずかに微笑んで見せた。そのことが切っ掛けで現在の赤ん坊の姿をするようになり、周りからは「変態」と侮辱され、仲間からも嘲笑されても、ルシアンが唯一微笑んでくれた姿を決して変えることはなかった。ルシアンは既に亡くなっているようだが、それでもなお妻が笑顔を見せてくれたその姿を貫き通している。
ディアマンテの指示でオモチャの家の護衛に回り、フランキーと交戦する。その後合流したマッハバイスとデリンジャーに加え、加勢したバスティーユ率いる海軍と数で圧倒することでフランキーに瀕死の重傷を負わせた。「鳥カゴ」発動後、単身で「SMILE」工場に向かい、工場の破壊を試みたフランキーと再び交戦する。戦いの最中互いの男気を認め、相手の攻撃を一切避けずに受け続ける男の勝負を繰り広げ、自身の最後の技を受け切ったフランキーの姿に自身の敗北を悟る。そして、フランキー渾身の攻撃を全身に受け、亡くなった愛する妻子のことを思い出し涙を流しながら力尽きた。
亡き息子ギムレットの名前は、レイモンド・チャンドラーのハードボイルド小説『長いお別れ』の名台詞「ギムレットには早すぎる」からとっている。
技一覧
ネコ耳パンチ
両手を頭の上にグーで置き、パンチを繰り出す。フランキーにこの技を繰り出そうとしたが不発に終わった。
おむつ爆弾
丸めたおむつを相手に飛ばす。
ニャンニャンスープレックス
能力で相手の背後をとり、地面に叩きつける。
ニャンニャンスープレックス ベビーバスター
能力で塔などの超高度まで相手を連れていき、高さによる重力が加わった「ニャンニャンスープレックス」の強化版。
マッハバイス
声 - 楠見尚己
ドンキホーテファミリー「ディアマンテ軍」幹部。元懸賞金1100万ベリー。
「北の海」出身。52歳。誕生日は8月13日（バイス）。身長440cm。しし座。血液型S型。好物はピザ。
「V」マークが付いた帽子とサングラス、ワンピースを着用した太った大男。両腕にファミリーの刺青があり、クローバー状の巨大な盾を背負っている。生まれたときから大きな尻尾があり、幼少期は異能と尻尾を理由に周囲から迫害される悲惨な生活を強いられていた。16年前の時点では筋肉質な体型だったが、ピザにはまりすぎて現在の体型になった。語尾に「イン」を付ける。
超人系悪魔の実「トントンの実」の能力者。自分の体重をトン単位で変えることができる「超体重（スーパーウエイト）人間」。戦闘では体を軽くして空中に浮かび、重量を増した体で落下して相手を押し潰す。
セニョール同様、ディアマンテの指示でオモチャの家の護衛に回りフランキーと交戦した。「鳥カゴ」発動後、王宮を目指すコロシアムの戦士たちを迎え撃ち、ブーを倒す。さらにハイルディンを倒し、ゾロにも攻撃を仕掛けようとしたが、立ち上がったハイルディンの渾身のパンチに競り負け、「鳥カゴ」の糸まで吹き飛ばされて斬り刻まれた。
技一覧
10tヴァイス
空中から10tの重さで相手を押しつぶす。
100tヴァイス
アニメオリジナル。空中から100tの重さで相手を押しつぶす。
破壊の千tヴァイス
盾を持って空中から千tの重さで相手を押しつぶす。作中ではこの技をゾロに使おうとしたが、ハイルディンが立ち上がった事で標的を彼に切り替え、技も「地獄の万・t・ヴァイス」に切り替えた。
地獄の万・t・ヴァイス
盾を持って空中から1万tの超重量で相手を押しつぶす。
デリンジャー
声 - 宮田幸季
ドンキホーテファミリー「ディアマンテ軍」幹部の戦闘員。闘魚の半魚人。元懸賞金1500万ベリー。
「北の海」出身。16歳。誕生日は8月11日（ハイヒール）。身長145cm。しし座。血液型S型RH-。好物はメロン。
露出した長い脚と頭に生えた2本の角が特徴の少年。ホットパンツやハイヒールを履いており、中性的な外見をしている。口が軽く普段は常に笑顔を浮かべているが、相手を笑いながら痛めつける残虐性の持ち主。戦闘時には闘魚の凶暴性がより露になり、目つきが鋭くなり背びれが生え、歯は闘魚の尖った歯に生え変わる。
赤ん坊の頃にファミリーに拾われジョーラに育てられたが、彼女が自身の趣味に合わせて女の子のように育てたため、オネェ口調で話すようになった。
ディアマンテの命令を受けベラミーを始末しようとしたが、バルトロメオに阻まれる。オモチャの家の防衛を命じられたためその場を後にし、セニョールらに合流。「鳥カゴ」発動後、王宮を目指すコロシアムの戦士達を迎え撃つ。スレイマンやブルー・ギリーやダガマやイデオらコロシアムの実力者を次々に倒していき、グラディウスに加勢しようとしたが、ハクバにより一太刀で斬り伏せられた。
技一覧
ピストルハイヒール
ハイヒールを履いた足で相手に蹴りを入れる。
断頭ハイヒール
相手の首を狙ってハイヒールを履いた足を断頭台のごとく振り下ろす。

##### ピーカ軍
ピーカ率いる特攻部隊。砲撃等の中距離・遠距離攻撃に長けた能力者がいる。
グラディウス
声 - 千葉一伸
ドンキホーテファミリー「ピーカ軍」幹部。元懸賞金3100万ベリー。
「北の海」出身。33歳。誕生日は8月6日（パムパム）。身長260cm。しし座。血液型XF型。好物はパンキッシュ。
鼻から下を覆うマスク、照準器の役割を持つゴーグル、黒いコートが特徴の男。逆立てた髪は毒針で、能力で破裂させると坊主頭になる。初登場時はシルクハットを被っていたが、ヴァイオレットの裏切りに激怒して破裂させてからはヘルメットを被っていた。計画と時間を重要視する頭脳派だが、怒りに火が点きやすい性格。ドフラミンゴへの揺るぎない忠誠心を持ち、裏切り者には容赦しない。
超人系悪魔の実「パムパムの実」の能力者。自身の体、および自身が触れた無機物を破裂させることができる「破裂（パンク）人間」。自身の身体を破裂させてもダメージはないが、無機物は破裂させると跡形もなく粉々となってしまう。正確な狙撃を得意としており、かつてローに砲術を教え込んだ。
ヴァイオレットがサンジから引き出した情報を元に麦わらの一味の作戦を潰す手筈だったが、彼女が裏切ったため計画に狂いが生じる。王宮へと侵入してきたキュロスたちを迎え撃ち、オモチャのキュロスを破壊しようとするが、駆けつけたルフィに妨害され失敗した。「鳥カゴ」発動後、空からひまわり畑を目指すロビンたちを迎撃し、王宮を目指すルフィらにも攻撃を仕掛けるが、バルトロメオに阻まれキャベンディッシュらと対峙する。2人と交戦しつつ、上層を目指すロビンを執拗に狙うが、バルトロメオのバリアとハクバと化したキャベンディッシュに阻まれる。そして一瞬の隙を突かれ、バルトロメオの一撃で倒された。
技一覧
メットパンク
頭部のヘルメットを膨らませて破裂させ、その破片を周囲にまき散らす。
地雷パンク
石壁を膨らませる。相手が触れると破裂する。
破裂弾丸（パンクバーラ）
空中に飛ばした複数の球体を破裂させる。
パンク岩（ロック）「フェス」
複数箇所の地面を膨らませ、次々と破裂させる。
パンク岩「スーパーアリーナ」
一箇所の巨大な壁を膨らませ、大型の破裂を起こす。
投石パンク（カタパルトパンク）
腕から破裂弾を相手に放つ。
ブラッキウム…
腕を膨らませる。キャベンディッシュにこの技を使おうとしたが、バルトロメオの乱入により不発に終わったため、技の全容は不明。
パンクヘア
髪の根元を破裂させ、毒針となっている髪の毛を相手に飛ばす。使用後は坊主頭になる。
全身破裂（ファッションパンク）
全身を膨らませ、大破裂を起こす。
バッファロー
声 - 高戸靖広
ドンキホーテファミリー「ピーカ軍」幹部の戦闘員。
「北の海」出身。30歳。誕生日は4月8日（タイヤの日）。身長696cm。おひつじ座。血液型F型。好物は3段アイスクリーム。
プロペラのようなクセッ毛の髪型で歯にファミリーのシンボルを刻んだ巨漢。常にニヤニヤとした笑みを浮かべている。語尾に「だすやん」を付ける。ギャンブル好きでドレスローザのカジノでは大儲けしているらしい。16年前は現在とは容姿が大きく異なっていたが、13年前にはピーカと同じ位の巨体にまで成長していた。「バッファロー」という名は本名ではなくコードネームである。
超人系悪魔の実「グルグルの実」の能力者。体の一部を回転させることができる「回転人間」。飛行機のように空を飛んだり、突風を起こすことができる。
独裁政権が続くとある世界政府加盟国の出身で、国が施行した口減らし政策によって捨てられた孤児だった。子供の頃からファミリーに在籍しており、ファミリーから遠ざけようとしたコラソンから暴行を受けても逃げ出さなかった。ローがコラソンを襲撃した場面を目撃するが、彼にアイスで買収され口外しなかった。ローが珀鉛病であることを知ったときは拒絶反応を見せたが、その後は親しく接していた。
ドフラミンゴの指示で、シーザーたちを迎えるためベビー5と共にパンクハザードに向かう。フランキー将軍と交戦し深手を負い、ウソップとナミの連携により捕らえられる。ローによって頭部だけ救命ヨットに乗せられ漂流するがドフラミンゴに助けられ、体を取り戻してドレスローザに帰還した。その後は王宮に待機し、オモチャ化が解けてドフラミンゴを急襲したキュロスに挑むも、一瞬で返り討ちに遭った。
技一覧
突風 又三郎（とっぷう またさぶろう）
体を回転させ、台風の如き強烈な突風を起こす。パンクハザードに立ちこめていた「シノクニ」の毒ガスを吹き飛ばす威力。
グルグル投射砲（ - とうしゃほう）
腕を回転させ、武器状態のベビー5を投げ飛ばす。
ベビー5（ベビーファイブ）
声 - 佐藤利奈
元ドンキホーテファミリー「ピーカ軍」幹部の使用人兼殺し屋。サイの妻。
「北の海」クエン村出身。24歳。誕生日は5月15日（メイド＝May＋10）。身長181cm。おうし座。血液型XF型。好物はベビーカステラ。
ミニスカメイド服姿にゴーグルをかけた女性。常にタバコをくわえている。異常なほど惚れっぽい上に騙されやすく、いくら頼まれても断らない性格。その性格が災いして悪徳商法や結婚詐欺の被害に何度も遭っており、見境なしに貢いだ結果9800万ベリーもの膨大な借金を背負っている。しかし本人は全く懲りていない。言い寄ってきた男をドフラミンゴによって何度も町ごと消し飛ばされたことから、彼を逆恨みしている。ただし、高い忠誠心を持っているため、恨みは一時的なものである。「ベビー5」という名は本名ではなくコードネームである。
超人系悪魔の実「ブキブキの実」の能力者。体を武器に変えることができる「全身武器人間」。銃・鎌・斧・剣・ミサイルなど様々な武器に変化できる。
干ばつが続く飢餓の村の出身で、幼い頃に母親に口減らしとして山に捨てられる。その際に「役に立たないお前は必要のない人間」と言われたトラウマから、異常なまでに人の役に立ち、必要とされる人間になろうとするようになった。16年前の時点ですでにファミリーに在籍しており、バッファロー同様かつてファミリーに在籍していたローとは比較的親しかったが、よくローに睨まれそのたびにバッファローに泣きついていた。
初登場時に、ヴェルゴと通話しているドフラミンゴにいきなり襲いかかったが、軽くいなされた。その後ドフラミンゴの命を受け、バッファローと共にシーザーを回収するためパンクハザードに向かう。任務に失敗しローによって体を分解されたが、ドフラミンゴに救出された。
ドレスローザ編では、王宮にて捕縛されたローの尋問に立ち会う。「鳥カゴ」発動後、王宮を目指すコロシアムの戦士たちを迎え撃ち、サイと交戦する。サイが戦闘時に放った言葉を、自分のことを必要とし求愛する言葉と勘違いし、サイに惚れる。何でもすると頼み込みサイが冗談で言った「死んでくれ」という言葉を真に受け自決しようとするが、サイに止められる。その後サイとラオGとの決戦で、ラオGに「必要とされるだけで命をも捨てる、便利な女」と言われたことに涙を流すも、それを聞いたサイから自身の妻にすると宣言され、ファミリーから離反した。
その後が描かれた表紙連載『押し掛け麦わら大船団物語』でサイと結婚し、花ノ国で披露宴を挙げた。
技一覧
武器変貌（ブキモルフォーゼ）
体を武器に変化させる。
剣女（エスパーダ・ガール）
上半身を巨大な曲刀に変える。
ミサイル女（ - ガール）
上半身をミサイルに変える。爆発すれば自身も木っ端微塵になるが、破片から身体を復元することができる。
拳銃女（レボルベル・ガール）
上半身を銃に変える。
鎌女（シックル・ガール）
下半身を鎌、腕を鎖に変え鎖鎌になる。
フライングディスク女（ - ガール）
アニメオリジナル。体をフライングディスクに変化させ、高速回転させる。
ファイヤー女（ - ガール）
アニメオリジナル。上半身を火炎放射器に変化させ、高熱の炎を発射する。
拳銃脚（レボルベルレッグ）
拳銃に変えた脚から弾丸を撃つ。

#### その他構成員
ベラミー
声 - 高木渉
ベラミー海賊団船長→ドンキホーテファミリー構成員。異名は「ハイエナのベラミー」。懸賞金5500万ベリー→1億9500万ベリー。
「北の海」ノーティス出身。25歳→27歳。誕生日は8月7日。身長240cm。しし座。血液型F型。好物は牛骨スープ、豚骨料理。
残虐な性格で知られる大男。他人が苦労して手に入れた財宝を奪うことを好むため、「ハイエナ」の異名を持つ。「夢」を追う海賊を蔑み、目の前の利益のみを求めるリアリスト。忠誠を誓うドフラミンゴは少年の頃からの憧れであり、彼と同じく「新時代」を提唱している。モックタウンでは、懸賞金の高さから「大型新人（ルーキー）」と称されていた。笑い声は「ハハッハハハ」。
超人系悪魔の実「バネバネの実」の能力者。体をバネに変えることができ、バネの反動による猛スピードの跳躍を利用した攻撃を得意とする。新世界編では「武装色の覇気」を身につけている。
10年以上前、退屈な故郷に飽きてドフラミンゴに頼み込み、シンボルを譲り受けて傘下に入った。ジャヤ編で、モックタウンの酒場においてルフィたちと遭遇。伝説の空島を目指すルフィたちを格下だと思って嘲り、ルフィとゾロに一方的に暴力を振るった。その後、モンブラン・クリケットの存在を知ると、猿山連合軍を襲撃し金塊を強奪する。しかしそのことでルフィの怒りを買い、モックタウンでの決闘ではルフィにパンチ一撃で倒された。この一件でドフラミンゴに見捨てられ、能力で操られたサーキースによって制裁された。
その後、仲間を失いながらも空島に辿り着き、持ち帰った黄金の柱をドフラミンゴに献上することで再度忠誠を誓った。以後、ドレスローザを嘲った国々を容赦なく捻じ伏せ、市民からは「ドレスローザの凶弾」として英雄視されるようになる。
ドレスローザ編で、ファミリー推薦枠でコリーダコロシアムの剣闘会に出場。優勝した折には幹部昇格が決定していた。コロシアム内にてルフィと再会し、夢物語と笑っていた空島に行ったことで価値観が一変したため、もうルフィを笑うことはないと伝えた。Bブロックに出場し、アブドーラ&ジェットを始め多くの出場者を圧倒するが、エリザベローII世の「キング・パンチ」に巻き込まれ、脱落する。試合後、ドフラミンゴからルフィの暗殺を命じられる。その後デリンジャーから、ドフラミンゴが既に自分を見限り任務後に始末するつもりであることを知らされ、失意に打ちのめされる。バルトロメオに救出された後、コロシアムを抜け出し、ドフラミンゴに自分への抹殺命令の真意を問いただすが、操られルフィと戦わされることになる。ドフラミンゴから自由にされた後も、筋を通すため自分の意思でルフィに「最期のケンカ」を売り、2年前と同じようにパンチ一発で倒された。その後ローによって救われ、ファミリーから離反してルフィ達と共にドレスローザを脱出。ルフィの傘下には入らなかったが、彼のビブルカードの一部を貰って行った。
その後が描かれた表紙連載『押し掛け麦わら大船団物語』では、ドレスローザを離れた後に海賊を廃業し、染物の町でセリザワの指導の下、染物職人として修行に励んでいる。
名前の由来は実在の海賊サミュエル・ベラミー。
技一覧
スプリング狙撃（ - スナイプ）
バネの瞬発力を利用した突進攻撃。
スプリング跳人（ - ホッパー）
目にもとまらぬ速さで縦横無尽に跳ねまわり攻撃する。
スプリング死拳（ - デスノック）
腕をバネに変え、パンチを撃ち込む。
キュイーン
声 - 小林優子
「SMILE工場」工場長。
ツインテールとそばかすが特徴の巨体の女性。巨大な吸引マシーン（掃除機）を装備している。20歳。誕生日は5月30日（掃除機の日）。
ドレスローザ編で、暴動を起こしたトンタッタ族を制圧するために工場の入口に現れ、工場の破壊を試みるフランキーと遭遇する。彼とセニョール・ピンクの決闘に割って入ったため、フランキーに口封じのためキスをされ、恋する乙女状態になってしまった。ファミリー壊滅後もドレスローザに残っており、表紙連載『〝ギャング〟ベッジのオーマイファミリー』では、泥酔して誰彼構わずキスをする騒動を起こしていた。

#### ベラミー海賊団
ドンキホーテ海賊団傘下の海賊団。「北の海」ノーティス出身。夢を追う海賊を否定しており、「ひとつなぎの大秘宝」にも興味がない。海賊旗は舌を出した唇のマークと、ドンキホーテ海賊団のスマイルマークの2つ。船の名前は「ニュー・ウィッチ・ベロ号」。新世界編でのベラミー以外の団員の消息は不明。
ベラミー
ベラミー海賊団船長。
サーキース
声 - うえだゆうじ
ベラミー海賊団副船長。異名は「ビッグナイフ・サーキース」。懸賞金3800万ベリー。
「北の海」ノーティス出身。25歳→27歳。誕生日は7月12日（ビッグナ(7)イ(1)フ(2)）。身長228cm。かに座。血液型F型。好物は高い酒、オートキュイジーヌ。
胸にスマイルマークの刺青を入れた男。夢を追う海賊には尊大な態度をとるが、ベラミーへの仲間意識は強い。武器は巨大なグルカナイフ。
ベラミーがルフィに敗れた後、偶然ぶつかった黒ひげに絡んだが叩きのめされた。後に、ドフラミンゴに操られ、ベラミーを切りつけてしまった。
技一覧
大刃撃（ビッグチョップ）
体ごと回転しながら相手をナイフで切りつける。
リリー
声 - 住友優子
ベラミー海賊団団員。サーキースの愛人。バンダナとサングラスを着用した女性。
ロス
声 - 龍谷修武
ベラミー海賊団戦闘員。帽子を被った男。
エディ
声 - 神谷浩史
ベラミー海賊団航海士。眼鏡をかけた男。
ヒューイット
ベラミー海賊団コック。額に「21」の刺青を入れた男。
リヴァーズ
声 - 高塚正也
ベラミー海賊団砲手。大男。
マニ
ベラミー海賊団戦闘員。女性。
ミュレ
声 - 塩山由佳
ベラミー海賊団船医。十字のアクセサリーのついたロングブーツを履いた女性。

### スリラーバーク海賊団
モリア率いる海賊団。

### 九蛇海賊団
女ヶ島「アマゾン・リリー」の九蛇たちによる海賊団。海賊旗は9匹の蛇をあしらったドクロ。船は「パフューム遊蛇号」。海賊のみならず、本来七武海の権限外である商船をも略奪の対象としている。
ボア・サンダーソニア
声 - 斎藤千和、金田朋子（幼少期）
九蛇海賊団船員。ゴルゴン三姉妹次女。元懸賞金4000万ベリー。
アマゾン・リリー出身。28歳→30歳。誕生日は9月3日。身長453cm。おとめ座。血液型S型。好物は小籠包。
常人の数倍はある体躯をしており、頭部が大きい。緑色のロングヘアーで、長い舌が特徴。
動物系悪魔の実「ヘビヘビの実 モデル"アナコンダ"」の能力者。長い体による締め付けを得意とする。「見聞色の覇気」「武装色の覇気」の使い手。
闘技場でマリーゴールドと共にルフィと対峙する。石化したマーガレットを破壊しようとしたことでルフィの怒りを買い、「ギア2」を発動したルフィの動きに対応できず圧倒される。さらにマリーゴールドの攻撃に巻き込まれ、服が燃え天竜人の紋章が露になりかけたが、ルフィが背中を隠したことで戦士たちには見られずに済んだ。ハンコックがルフィに惚れて以降は、他の戦士同様ルフィと親しくなった。
技一覧
蛇スラム（ヘビースラム）
尾で相手をからめ捕り、地面に叩きつける。
蛇ダンス（スネークダンス）
くねくねとした動きで相手の攻撃を回避する。
蛇髪憑き 八岐大蛇（へびがみつき ヤマタノオロチ）
髪の毛を強力な牙をもつ7匹の巨大な大蛇に変化させる。
ボア・マリーゴールド
声 - 斉藤貴美子、佐藤聡美（幼少期）
九蛇海賊団船員。ゴルゴン三姉妹三女。元懸賞金4000万ベリー。
アマゾン・リリー出身。26歳→28歳。誕生日は9月5日。身長432cm。おとめ座。血液型S型。好物は海王類の角煮。
身長はサンダーソニアと同程度だが、強くなるためにちゃんこを食べて筋肉をつけたため、昔に比べて体型がかなり違っている。武器はハルバード。
動物系悪魔の実「ヘビヘビの実 モデル"キングコブラ"」の能力者。口から猛毒を吐くことができる。「武装色の覇気」の使い手。
闘技場でサンダーソニアと共にルフィを対峙する。覇気を使った攻撃でルフィを翻弄したが、「ギア2」を発動したルフィに圧倒される。さらにお互いの尾を結ばれてしまい、サンダーソニアを自身の攻撃に巻き込んでしまった。ハンコックがルフィに惚れて以降は、他の戦士同様ルフィと親しくなった。
技一覧
蛇突（ヘビースティック）
尾を使った突き攻撃。
蛇髪憑き 炎の蛇神（へびがみつき サラマンダ）
体に炎を纏った状態で、髪の毛を2匹の巨大な大蛇に変化させる。
ラン
声 - 庄司宇芽香
九蛇海賊団船員。冷静な性格。弓の名手。アマゾン・リリー出身。誕生日は11月24日。
リンドウ
声 - 佐藤聡美
九蛇海賊団狙撃手。タバコを吸っている。武器はバズーカ砲。アマゾン・リリー出身。誕生日は9月16日。
デージー
声 - 池田千草
九蛇海賊団船員。笑い声は「ザハハハハ」。笑い方が下品で、リンドウに注意された。アマゾン・リリー出身。誕生日は2月15日。
コスモス
声 - 西川宏美
九蛇海賊団船員。語尾に「デショ」を付ける。アマゾン・リリー出身。誕生日は9月26日。
ブルーファン
声 - 伊藤かな恵
九蛇海賊団船員。他のメンバーよりも背が低い。アマゾン・リリー出身。誕生日は7月11日。
ダリア
『ONE PIECE novel HEROINES』の登場人物。九蛇海賊団船員。気弱な性格。数年前の航海中、嵐で甲板に打ち上げられた小型海王類を海に戻そうとして海に落ち、行方不明となっていた。
海に落ちた後は無人島に打ち上げられ、通りかかった小さな商船に救助されていた。そこで見習いをしていた若い乗組員と恋に落ち、船に乗った1ヵ月後にはプロポーズもされたが、ダリアは既に回復しており、次の港で船を降りることが決まっていたため、それまでの数ヵ月間だけ夫婦として過ごした。その後は幾多の船を乗り継いで凪の帯を越え、最後は小さな船を自分で漕いでアマゾン・リリーに帰還した。
アマゾン・リリーに到着した直後に、女の子を出産。ある日、ルフィと恋仲になりたいハンコックに呼び出され、夫との馴れ初めを話して聞かせた。
遊蛇（ユダ）
九蛇海賊団の船を引く、2匹の巨大な毒海ヘビ。猛毒を持つため、「凪の帯」の海王類にも襲われない。アマゾン・リリー出身。誕生日は12月7日。
バキュラ
アマゾン・リリー皇帝に代々、処刑人として仕える肉食獣。
巨大な黒豹。処刑後は、人の骨一本も残らぬと言われている。アマゾン・リリー出身。誕生日は11月29日。
ルフィを処刑しようとしたが、ハンコックの横暴に怒りを燃やす彼のパンチ一撃で吹き飛ばされた。

### タイヨウの海賊団
ジンベエ率いる海賊団。

### ハートの海賊団
トラファルガー・ロー率いる海賊団。

### バギーズ・デリバリー
バギー率いる海賊派遣会社。王下七武海制度が撤廃された後、クロスギルドに事実上吸収された。
ハイルディン
「バギーズ デリバリー」クラスSの傭兵。バギーズ・デリバリーの稼ぎ頭だったが、ドレスローザの一件後、ルフィの傘下に入る形で他の4人の巨人族共々脱退した。